# Hadrian (Kaiser)

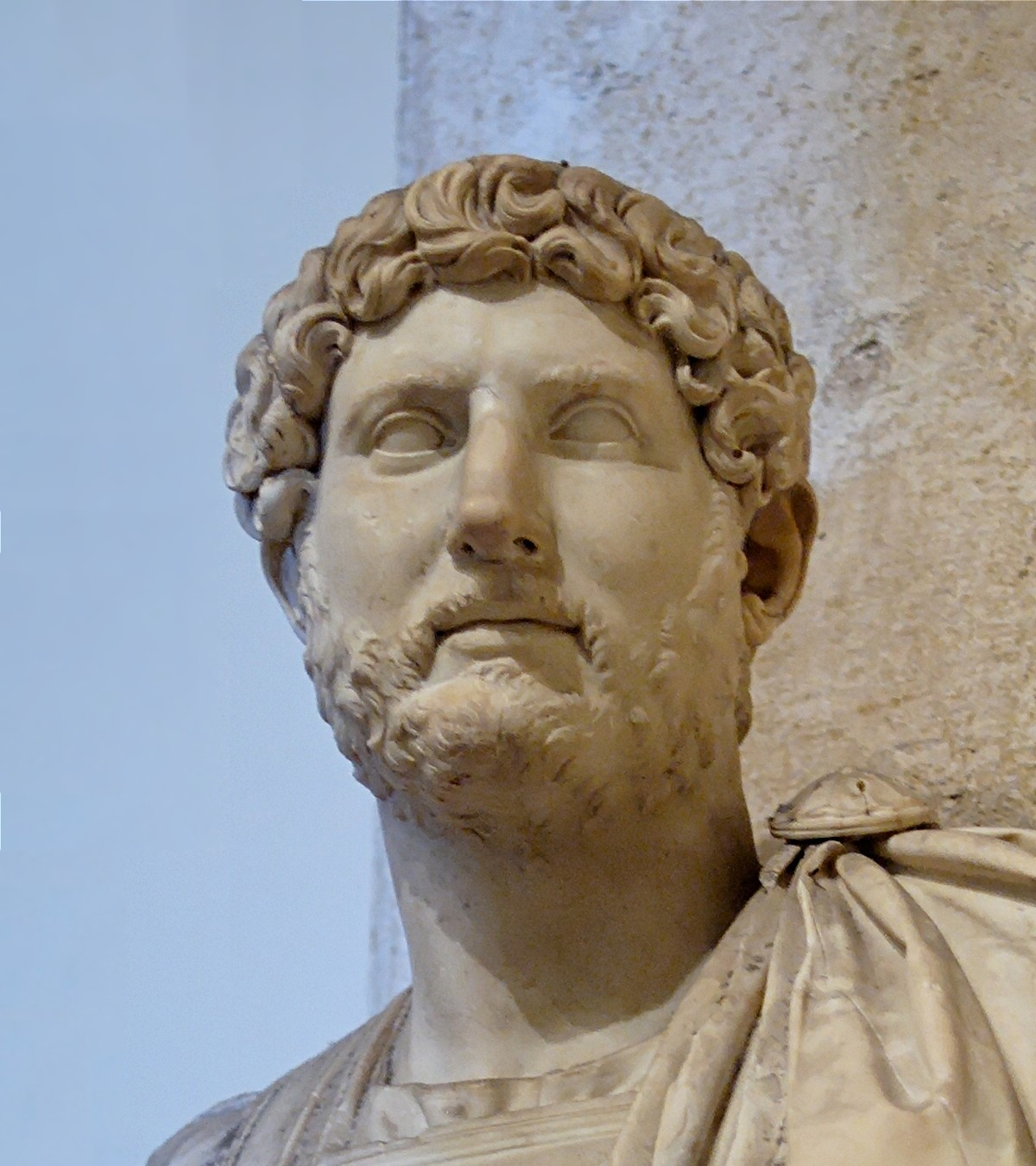
Hadrian
Kapitolinische Museen

Publius Aelius Hadrianus (Titulatur als Kaiser: Imperator Caesar Traianus Hadrianus Augustus; * 24. Januar 76 in Italica in der Nähe des heutigen Sevilla; † 10. Juli 138 in Baiae) war der vierzehnte römische Kaiser. Er regierte von 117 bis zu seinem Tod.
Hadrian war ebenso wie sein Großonkel und kaiserlicher Vorgänger Trajan in Hispanien beheimatet. Er bemühte sich als Herrscher intensiv um die Festigung der Einheit des Römischen Reiches, das er in weiten Teilen ausgiebig bereiste. Durch Zuwendungen und administrative Maßnahmen auf der Ebene der römischen Provinzen und Städte förderte er den Wohlstand und stärkte die Infrastruktur. Mit der Fixierung des edictum perpetuum gab er dem Justizwesen einen wichtigen Impuls. Da er nur wenige Kriege führte, speziell den gegen die aufständischen Juden, war seine Regierungszeit für den weitaus größten Teil des Reichs eine Epoche des Friedens. Er verzichtete auf Eroberungen und gab die von Trajan im Partherkrieg besetzten Gebiete auf, womit er einen scharfen und umstrittenen Kurswechsel vollzog, der sein Verhältnis zum Senat belastete, einer Überspannung der Kräfte Roms aber vorbeugte. Danach konzentrierte Hadrian seine militärischen Bemühungen auf eine effiziente Organisation der Reichsverteidigung. Diesem Zweck dienten insbesondere Grenzbefestigungen, darunter der nach ihm benannte Hadrianswall.
Hadrian war vielseitig interessiert und bei der Erprobung seiner Talente ehrgeizig. Seine besondere Wertschätzung galt der griechischen Kultur, insbesondere der als klassisches Zentrum griechischer Bildung berühmten Stadt Athen, die er neben vielen anderen Städten durch eine intensive Bautätigkeit förderte. In seiner Regierungszeit entstanden bedeutende Bauwerke wie die Bibliothek in Athen, das Pantheon und die Engelsburg in Rom sowie die Hadriansvilla bei Tivoli.
Im Privatleben des Kaisers spielte seine homoerotische Beziehung zu dem früh verstorbenen Jüngling Antinoos eine zentrale Rolle. Nach dem Tod seines Geliebten setzte Hadrian reichsweit dessen kultische Verehrung in Gang, die im Osten, aber auch in Italien viel Anklang fand. Hadrians auf zwei Generationen ausgelegte Nachfolgeregelung war die Weichenstellung für die erfolgreiche Fortsetzung der von ihm eingeleiteten Reichskonsolidierung unter seinen beiden Nachfolgern Antoninus Pius und Mark Aurel.

## Herkunft und Aufstieg

### Iberische Wurzeln und Bindungen

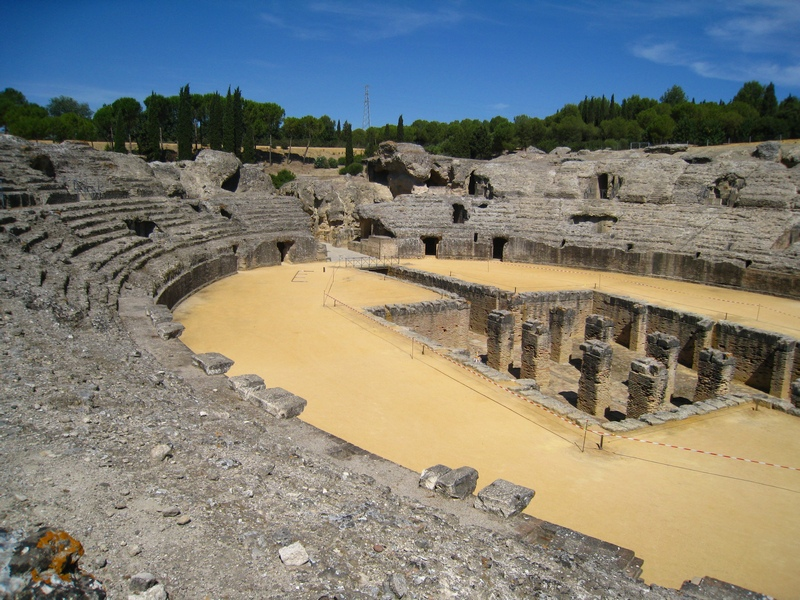
Amphitheater in Italica

Hadrian entstammte einem römischen Geschlecht, das sich bereits in republikanischer Zeit im Zuge der römischen Expansion in Italica in der Provinz Hispania ulterior (später Baetica) im Süden der Iberischen Halbinsel angesiedelt hatte. Der unbekannte Verfasser von Hadrians Lebensbeschreibung in der Historia Augusta, der Material aus der heute verlorenen Autobiographie Hadrians verwertete, berichtet, die Familie habe ursprünglich aus Hadria oder Hatria (jetzt Atri) im mittelitalischen Picenum gestammt. Auf den Namen dieser Stadt, die auch für die Adria namengebend war, geht demnach der Beiname Hadrianus zurück. Baetica war reich an Mineralien; Korn und Wein wurden dort in großen Mengen angebaut und die Provinz exportierte unter anderem auch die für die römische Küche essentielle Speisewürze Garum. Einige in Hispanien zu Reichtum gelangte einflussreiche Familien, darunter die Ulpii mit Trajan, die Aelii mit Hadrian und die Annii mit Mark Aurel, bildeten durch Heiratsallianzen ein Netzwerk und hielten in Rom beim Streben nach einflussreichen Positionen zusammen.
Zu Hadrians Kindheit ist nichts überliefert. Mit Blick auf seinen frühzeitig ausgeprägten Philhellenismus wird erwogen, dass ihn sein Vater, der Senator Publius Aelius Hadrianus Afer, als möglicher Prokonsul der Provinz Achaea im Kindesalter nach Griechenland mitgenommen haben könnte. Den Vater, der prätorischen Rang erreicht hatte, verlor er im Alter von zehn Jahren. Seine Mutter Domitia Paulina lebte zu diesem Zeitpunkt schon nicht mehr. Hadrian kam unter die Vormundschaft Trajans, der ein Cousin seines Vaters war, sowie unter die des ebenfalls in Italica beheimateten Ritters Publius Acilius Attianus. Als Vierzehnjähriger fand sich Hadrian nach dem Anlegen der toga virilis auf den Familienbesitzungen in Italica ein. Er durchlief dort die militärische Grundausbildung und sollte sich wohl mit der Verwaltung der Familiengüter vertraut machen. Dabei entwickelte er aber eine aus Sicht seines Vormunds Trajan übertriebene Begeisterung für die Jagd und wurde von ihm nach Rom zurückbeordert.

### Aufstieg unter Trajans Anleitung

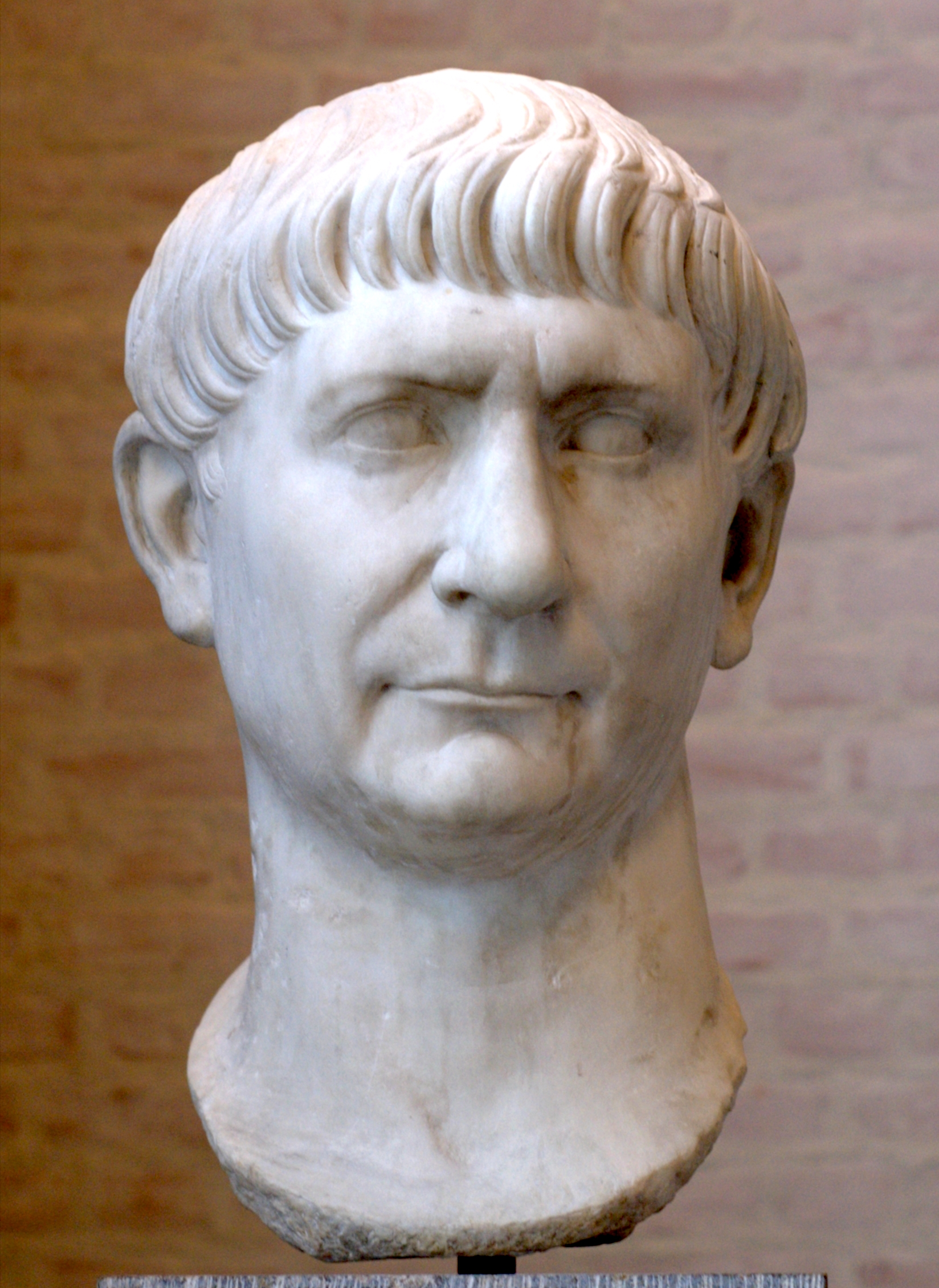
Kopf Trajans (Fragment einer überlebensgroßen Statue, Glyptothek, München)

Der Werdegang Hadrians zwischen seiner Rückkehr aus Hispanien und seinem Herrschaftsantritt als Kaiser 117 beschäftigt die Forschung vor allem unter dem Gesichtspunkt der ungeklärten Frage, ob er tatsächlich von Trajan kurz vor dessen Tod adoptiert und zum Nachfolger bestimmt worden ist, was schon in der Antike bezweifelt wurde. Anhaltspunkte für eine Klärung von Trajans Absichten können aus den vorliegenden Nachrichten über das Verhältnis der beiden Männer ab den neunziger Jahren des ersten Jahrhunderts gewonnen werden.
Mit achtzehn Jahren wurde Hadrian als decemvir stlitibus iudicandis im Jahr 94 in ein Aufsichtsgremium bei Gericht berufen. Noch in zwei weiteren Funktionen auf dem Weg in eine senatorische Laufbahn ist er inschriftlich bezeugt: Er diente als Militärtribun erst bei der Legio II Adiutrix in Aquincum (Budapest), dann bei der Legio V Macedonica in der Moesia inferior (Niedermösien). Im Herbst 97 wurde Trajan von dem in Rom unter den Druck der Prätorianergarde geratenen Nerva adoptiert. Hadrian wurde von seiner Legion beauftragt, dem designierten Nachfolger des Kaisers die Glückwünsche zur Adoption zu übermitteln. Er machte sich im Spätherbst auf den Weg an den Rhein, wo sich Trajan aufhielt. Dieser setzte ihn nun für ein drittes Militärtribunat bei der in Mogontiacum (Mainz) stationierten Legio XXII Primigenia ein. Hier ergab sich ein Spannungsverhältnis zu dem für die Provinz Germania superior neu eingesetzten Statthalter Lucius Iulius Ursus Servianus, dem Mann von Hadrians Schwester, der nun sein Vorgesetzter war und mit ihm um die Gunst Trajans rivalisierte. Als Nerva im Januar 98 starb und Trajan ihm als Kaiser nachfolgte, setzte sich die Rivalität zwischen Hadrian und Servianus fort.
Hadrians Bindung an das Kaiserhaus wurde durch seine Ehe mit der um zehn Jahre jüngeren Großnichte Trajans Vibia Sabina, die er als Vierundzwanzigjähriger heiratete, noch enger. Im selben Jahr 100 gelangte Hadrian zur Quästur und damit in den Senat, und zwar in der privilegierten Stellung des quaestor Augusti, dem es unter anderem oblag, die Reden des Kaisers zu verlesen. Beim Feldzug gegen den Daker-König Decebalus war Hadrian 101 als comes Augusti im Stab des Kaisers tätig. Für 102 ist sein Volkstribunat anzusetzen, für 105 die Prätur, bei deren volksnaher Ausgestaltung durch die Abhaltung kostenträchtiger Spiele Trajan großzügig aushalf. An Trajans im Juni 105 beginnendem zweiten Dakerkrieg nahm Hadrian ebenfalls teil, nunmehr als Befehlshaber (legatus legionis) der Legio I Minervia. Für seine militärischen Leistungen wurde er von Trajan mit einem Diamanten ausgezeichnet, den dieser von Nerva bekommen hatte. In der Folge gelangte er auf den Statthalterposten in Niederpannonien, das gegen die Jazygen gesichert werden musste. Im Alter von 32 Jahren wurde Hadrian im Jahre 108 Suffektkonsul.
Ob aus dieser Karriere hervorgeht, dass Hadrian planmäßig auf die Rolle als künftiger Nachfolger Trajans vorbereitet wurde, ist eine nicht eindeutig geklärte Frage. Trajan hatte ihn nicht von vornherein zum Patrizier erhoben, was ihm das Überspringen von Volkstribunat und Ädilität gestattet hätte. Dennoch wurde Hadrian ebenso schnell Konsul, wie es bei Patriziern möglich war, allerdings nur Suffektkonsul, während Trajan andere Männer mit teils sogar mehrfachen ordentlichen Konsulaten auszeichnete. Hadrian hatte wiederum den Vorteil einer bedeutenden militärischen Erfahrung, wie sie bei Patriziern in dieser Form nicht üblich war. Trajan verlieh Hadrian bedeutende Vorrechte und Befugnisse, die er aber immer dosierte.

### Vielseitige Persönlichkeit

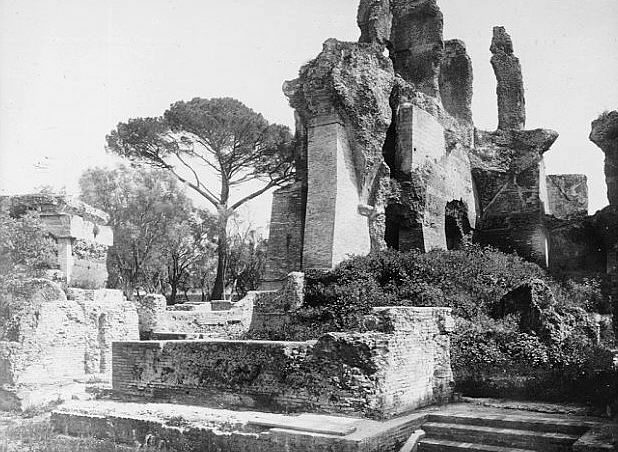
Die Palatinsbibliothek in der Villa Adriana

Ehrgeiz ließ Hadrian nicht nur beim raschen Aufstieg in der politischen Laufbahn und auf militärischem Gebiet erkennen, sondern auch in diversen anderen Betätigungsfeldern. Seine gute Beherrschung der beiden Sprachen Latein und Griechisch sowie seine durch literarische Quellen und Fragmente überlieferten rhetorischen Qualitäten lassen auf eine intensive Ausbildung in Grammatik und Rhetorik schließen. Den Quellen zufolge verfügte er über Scharfsinn, Wissensdurst, Lerneifer und eine rasche Auffassungsgabe. Diese Angaben werden in der Forschung nicht nur als gängiges Repertoire der Lobpreisung von Herrschern beurteilt, sondern gelten in Anbetracht seines Handelns als plausibel. Von der Vielseitigkeit seiner Interessen zeugen seine überlieferten Betätigungsfelder, darunter das Singen, das Spielen eines Saiteninstruments, Malerei, Bildhauerei und Dichtkunst, aber auch Geometrie und Arithmetik, Heilkunde und Astronomie. Allerdings ist die Einschätzung seiner konkreten Leistungen im Rahmen dieses weiten Betätigungsspektrums umstritten; negativen Bewertungen zufolge war er nur ein profilierungssüchtiger Dilettant, der sich sogar vor den jeweiligen besonderen Könnern eines Faches aufzuspielen suchte.
Hadrians Ehe blieb kinderlos. Er soll außereheliche Beziehungen gehabt haben, doch gibt es keine bestätigten Nachkommen. Anscheinend war er in erster Linie homoerotisch orientiert, was sich in Erastes-Eromenos-Verhältnissen niederschlug. So wird etwa behauptet, er habe mit den im Hause Trajans anzutreffenden Lustknaben häufig Umgang gehabt. Von nachhaltiger Bedeutung war seine Beziehung zu Antinoos, einem jungen Bithynier, den Hadrian wohl in Kleinasien kennen gelernt hatte. Antinoos gehörte einige Zeit zum Hofstaat des Kaisers und begleitete ihn auf seinen Reisen, bis er unter nie geklärten Umständen im Nil ertrank.
Von Charakter und Wesensart Hadrians wird in den literarischen Quellen ein vielfältiges und teils widersprüchliches Bild gezeichnet. So heißt es in der Historia Augusta: „Er war zugleich streng und heiter, leutselig und würdevoll, leichtfertig und bedächtig, knauserig und freigebig, in Heuchelei und Verstellung ein Meister, grausam und gütig, kurz, immer und in jeder Hinsicht wandelbar.“ Cassius Dio bescheinigte Hadrian unersättlichen Ehrgeiz, Neugier und ungehemmten Tatendrang. Über Schlagfertigkeit und Witz soll er ebenfalls verfügt haben. Die phänomenalen Gedächtnisleistungen, die Hadrian in der Historia Augusta zugeschrieben werden, hält Jörg Fündling, der führende Fachmann für diese Quelle, allerdings für übertrieben und in dieser Form unglaubhaft. Dazu gehören die Behauptungen, Hadrian habe niemanden gebraucht, der ihm im Alltag mit Namen aushalf, denn er habe jeden ihm Begegnenden namentlich zu begrüßen gewusst und sogar die Namen aller Legionäre, mit denen er je zu tun hatte, im Gedächtnis behalten. Er habe nur einmal verlesene Namenslisten rekapitulieren und im Einzelfall sogar korrigieren können; auch wenig bekannte neue Bücher habe er nach einmaliger Lektüre rezitiert. Skeptisch beurteilt Fündling auch die Angabe der Historia Augusta, Hadrian habe gleichzeitig schreiben, diktieren, zuhören und mit seinen Freunden plaudern können. Nach Fündlings Ansicht wollte Hadrians Biograph die Darstellung Caesars durch Plinius den Älteren überbieten, der zufolge der Iulier, während er schrieb, zugleich entweder diktieren oder zuhören konnte.

## Herrschaftsbeginn

### Die Problematik der angeblichen Adoption durch Trajan

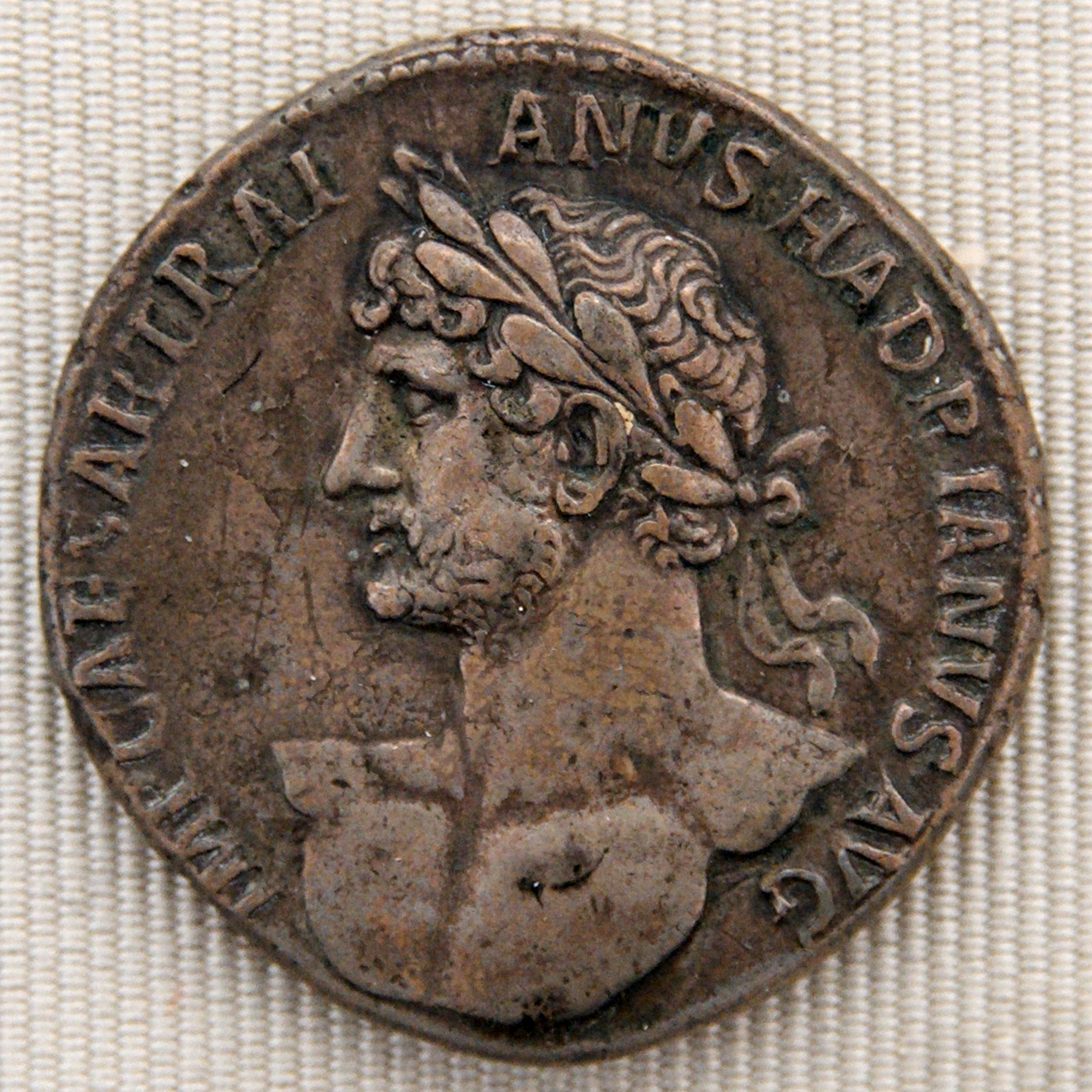
Münze Hadrians

Als Trajans Redenschreiber Sura bald nach Hadrians Suffektkonsulat starb, gelangte Hadrian auch in diese Vertrauensstellung nahe beim Herrscher. Während des Partherkriegs, zu dem sich Trajan im Herbst 113 entschloss, war Hadrian ebenfalls Teil des Führungsstabs. Als Trajans Offensive gegen das Partherreich in Mesopotamien auf massiven Widerstand stieß und Aufstände innerhalb des Römischen Reiches, vor allem in Nordafrika, ihrerseits erheblichen Aufwand zur Niederschlagung erforderten, trat Trajan den Rückzug an, plante die Rückkehr nach Rom und setzte Hadrian als Statthalter in Syrien ein. Damit wurde diesem auch die Führung des Heeres im Osten übertragen, eine Machtposition, über die kein anderer möglicher Nachfolgekandidat verfügte. Zwei hohe Offiziere, Aulus Cornelius Palma Frontonianus und Tiberius Iulius Celsus Polemaeanus, die möglicherweise eigene Nachfolgeambitionen verfolgten, hatte Trajan noch selbst aus seinem engeren Machtzirkel entfernt. Somit hatte Hadrian keine ernsthaften Rivalen.
Hadrian war demnach von Trajan auf vielfältige Weise gefördert worden. Offen bleibt aber die Frage, warum Trajan die Adoption, falls er sie überhaupt vollzogen hat, erst unmittelbar vor seinem Tod vornahm. Als plausibler Grund gilt in der neueren Forschung, dass Trajan angesichts seiner krankheitsbedingt eingeschränkten Handlungsfähigkeit eine vorzeitige Entmachtung befürchtete; die Adoption musste eine Umorientierung der führenden Kreise auf den kommenden Mann zur Folge haben und konnte in ihrer Wirkung faktisch einer Abdankung gleichkommen. Sicher ist, dass Freunde und Verbündete Hadrians in der unmittelbaren Umgebung des sterbenden Kaisers ihren Einfluss nachdrücklich geltend machten. Zu ihnen zählten die Kaiserin Plotina, Trajans Nichte Matidia und vor allem der Prätorianerpräfekt Attianus, Hadrians einstiger Vormund.
Eine weitere Möglichkeit ist, dass Trajan, als er die Seereise nach Rom antrat, die Adoption dort durchzuführen gedachte, so wie er selbst einst während seines Militärkommandos am Rhein von Nerva in Abwesenheit adoptiert worden war. Eine öffentliche Adoption in Rom hätte Hadrian eine unbezweifelbare Legitimation verschafft. Die Rückreise musste aber wegen Trajans dramatisch schwindender Gesundheit – Schlaganfall und beginnendes Kreislaufversagen – vor der kilikischen Küste bei Selinus abgebrochen werden.
Die Nachricht von der doch noch erfolgten Adoption stützt sich allein auf das Zeugnis der Plotina und des Prätorianerpräfekten Attianus, deren massive Parteinahme für Hadrian unzweifelhaft ist. Der einzige möglicherweise unabhängige Zeuge, der junge Kammerdiener Trajans, starb zwei oder drei Tage nach dem Kaiser. Daher erhob sich früh der Verdacht, die Adoption sei von Hadrians Förderern vorgetäuscht worden. Dieser Verdacht gilt auch in der modernen Forschung nicht als entkräftet. Indem Trajan den richtigen Zeitpunkt und Rahmen zur Bestimmung eines Nachfolgers verpasste, erschwerte er Hadrian den Amtsantritt beträchtlich: Es gab keine für die römische Öffentlichkeit eindeutige Anbahnung des Übergangs und praktisch keine Übergangsfrist, stattdessen in Anbetracht der Umstände des Herrscherwechsels begründbare Zweifel am rechtmäßigen Zustandekommen von Hadrians Prinzipat. Trajan hatte 19 Jahre Zeit gehabt, Hadrian als Nachfolger zu designieren; dass er dies entweder nie oder aber erst in letzter Minute getan hatte, musste Zweifel daran wecken, ob er seinen Großneffen wirklich als neuen Kaiser gewünscht hatte.

### Machtübernahme und außenpolitische Wende

Das Römische Reich im Jahr 125

Nach offizieller Lesart erfuhr Hadrian am 9. August 117 von seiner Adoption durch Trajan und am 11. August von dessen Ableben. Möglicherweise waren aber beide Meldungen bereits in einem aus Selinus am 7. August abgeschickten Schreiben enthalten; jedenfalls ließ die zeitliche Staffelung der Bekanntgabe an die Soldaten aber Raum für die geordnete Ausrufung des bereits unter Annahme des Caesar-Titels adoptierten Hadrian zum Kaiser. Wie der 9. August als Adoptionstag wurde auch der Tag der Kaisererhebung (dies imperii), der 11. August, von den syrischen Truppen fortan als Feiertag begangen. Dem bis dahin übergangenen Senat sandte Hadrian umgehend ein Schreiben, in dem er seine Erhebung durch Heeresakklamation ohne Senatsvotum damit erklärte, dass der Staat jederzeit eines Herrschers bedürfe; daher habe man schnell handeln müssen. Mit dieser Begründung sollte eine Brüskierung des Senats möglichst vermieden werden. In der Reaktion des Senats wurde Hadrian nicht nur als neuer Prinzeps bestätigt, sondern es wurden ihm auch gleich eine Anzahl besonderer Ehrungen angetragen, darunter der Titel pater patriae („Vater des Vaterlandes“), die er aber zunächst ablehnte.
Hadrian begab sich in den zwölf Monaten nach seiner Erhebung nicht nach Rom, sondern blieb mit der militärischen Reorganisation im Osten und an der Donau befasst. Einerseits musste er die Legitimation seiner Herrschaft vor der Öffentlichkeit Roms festigen, andererseits traf er außenpolitische und militärische Entscheidungen, die aus seiner Sicht notwendig waren, aber eine Abkehr von der Expansionspolitik seines sehr populären Vorgängers darstellten, mit territorialen Einbußen verbunden waren und daher der Öffentlichkeit nicht leicht zu vermitteln waren. Ein neuer Herrscher, der zum Rückzug blies, war für Senat und Volk von Rom eine wenig attraktive Erscheinung, zumal der Senat nach den anfänglichen Siegesmeldungen von Trajans Parther-Feldzug im Osten für diesen 116 bereits den Triumph und den Siegernamen Parthicus beschlossen hatte. Hadrian gab nun binnen kurzer Zeit sowohl im Osten als auch an der unteren Donau im Bereich der Provinz Dakien weite bisherige Gebietsansprüche Roms preis. Er räumte die von Trajan eroberten und neueingerichteten Provinzen Mesopotamia und Armenia, wodurch der Euphrat wieder Reichsgrenze wurde. Dies war militärisch notwendig, da die Römer in den 24 Monaten zuvor ohnehin aufgrund von lokalen Aufständen und parthischen Gegenangriffen weitgehend die Kontrolle über diese östlichen Gebiete verloren hatten. Auch nördlich der unteren Donau wurden große Teile der unter Trajan eroberten Gebiete aufgegeben, etwa am unteren Olt und in der Großen Walachei, im östlichen Teil der Karpaten sowie im Süden Moldaviens.
Während Hadrian diese deutliche außenpolitische Wende vollzog, betonte er – wohl auch wegen der Zweifel an seiner Adoption – die Kontinuität zu seinem Vorgänger, um dessen zahlreiche Anhänger zu besänftigen. Deshalb förderte er die ausgiebige Ehrung Trajans, übernahm zunächst dessen gesamte Titulatur und ließ unter anderem Münzen prägen, die ihn mit Trajan – die Machtübergabe symbolisierend – einander die Hände reichend zeigten.

## Merkmale von Hadrians Prinzipat
Der Schwerpunkt der Politik Hadrians lag darin, das Römische Reich in seinem Zusammenhalt zu stabilisieren. Dazu trug der Kaiser auch bei, indem er sich für die je regionalen Besonderheiten interessierte, sie gelten ließ und vielfach förderte. Als ein besonderes Charakteristikum seines Prinzipats werden in der Forschung seine mehrjährigen, ausgedehnten Reisen herausgestellt, einzigartig in der Römischen Kaiserzeit sowohl in ihrem Ausmaß als auch in ihrer Konzeption. Auf Münzen ließ er sich als „Wiederhersteller“ und „Bereicherer des Erdkreises“ (restitutor orbis terrarum und locupletor orbis terrarum) feiern.
Hadrian verband seine weit ausgreifenden Reisen mit Maßnahmen zur Grenzbefestigung und mit der gründlichen Inspektion und Reorganisation der römischen Heeresverbände, an deren ungeschmälerter Einsatzbereitschaft und Schlagkraft er auch in Zeiten weitgehenden äußeren Friedens energisch festhielt. Als größte militärische Herausforderung seines Prinzipats sollte sich jedoch bereits weit nach Halbzeit seiner Herrschaft eine Erhebung im Innern erweisen: die langwierige und verlustreiche Niederschlagung des jüdischen Aufstands. Hadrians besonderes Augenmerk und Interesse hatte aber schon vordem der griechischen Osthälfte des Römischen Reiches gegolten, deren historische und kulturelle Zusammengehörigkeit er wiederzubeleben suchte. Ein Zentrum seiner reichsweit verteilten, vielfältigen baulichen Initiativen und Ausgestaltungsmaßnahmen war darum Athen, zu dem er sich, wie seine vergleichsweise häufigen längeren Aufenthalte zeigten, persönlich besonders hingezogen fühlte.

### Ein „Goldenes Zeitalter“ – Programm und politischer Alltag

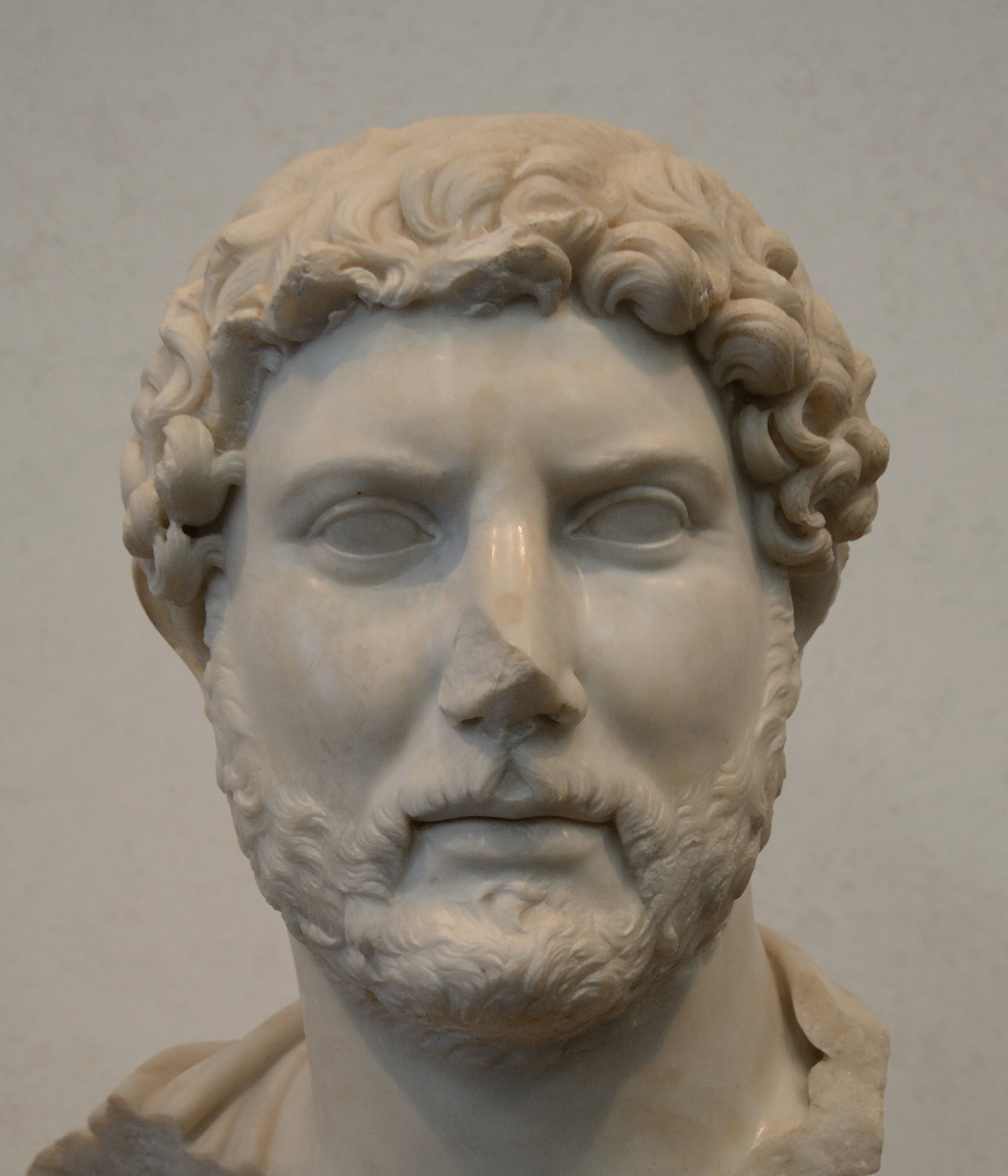
Porträt Hadrians (Museo Nazionale Romano)

Vor allem in seinen ersten Regierungsjahren war Hadrian darauf bedacht, als Erbe Trajans erkannt und anerkannt zu werden; mit dessen Erhöhung steigerte er zugleich das eigene Ansehen. Andererseits wollte er aber auch seine eigene Linie zur Geltung bringen, dabei insbesondere seine einschneidende außenpolitische Kursänderung in ein möglichst günstiges Licht rücken und dem Römischen Reich ein dazu passendes neues Leitbild vorgeben. Als geschichtliche Vorbilder für seine auf Frieden und Konsolidierung konzentrierte Politik dienten Hadrian König Numa Pompilius, der friedfertige Nachfolger des Romulus, und vor allem Kaiser Augustus, der Reorganisator des Römischen Reiches nach Beendigung der Bürgerkriege und Begründer des Prinzipats. Ein Kaiser, der die aus dem Gleichgewicht geratene Ordnung des Reichs wiederherstellte, konnte sich damit als Erbe des Augustus präsentieren. Mit der im Allgemeinen respektvollen Behandlung des Senats und seiner Politik äußerer Befriedung konnte sich Hadrian auf den Boden einer neuen Pax Augusta stellen.

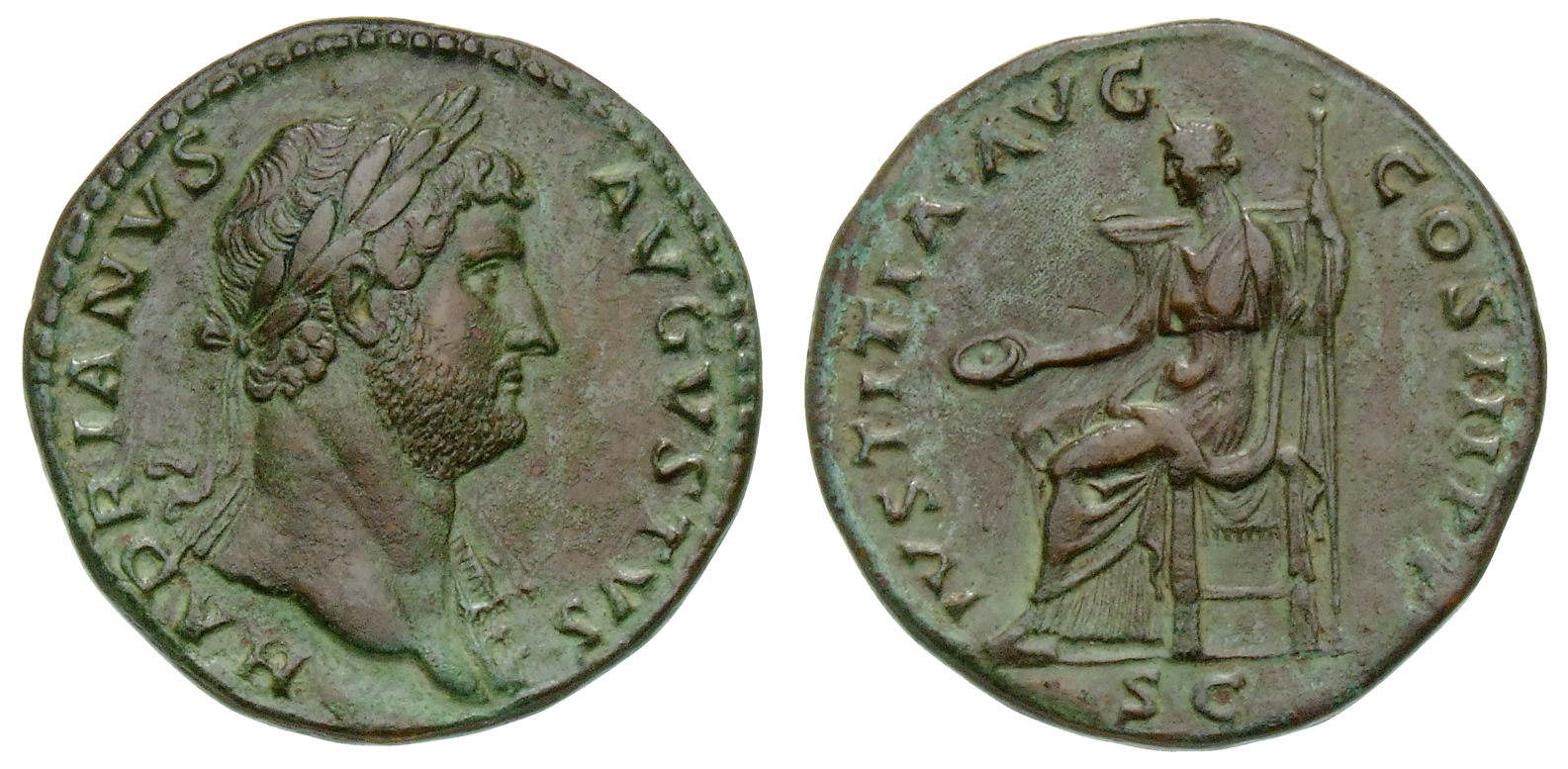
Bronzemünze (Sesterz) des Hadrian von 132–134 n. Chr. mit Büste des Kaisers auf der Vorderseite und Darstellung der personifizierten Gerechtigkeit (iustitia) mit Opferschale (Patera) auf der Rückseite

Die Münzprägungen der Anfangsjahre von Hadrians Prinzipat betonten mit vorherrschenden Losungen wie Eintracht (concordia), Gerechtigkeit (iustitia) und Frieden (pax) das Ziel stabiler und erfreulicher äußerer und innerer Verhältnisse. Beschworen wurden zudem Vorstellungen von langer Dauer (aeternitas) und einem Goldenen Zeitalter (saeculum aureum); der Phoenix symbolisierte sowohl den wiedergewonnenen Wohlstand als auch den ewigen Bestand des Reiches. Die Orientierung Hadrians an Augustus zeigte sich auch beim Bau des Pantheons, des ersten Großobjekts, das unter ihm als Kaiser in Rom fertiggestellt wurde. Dort zeigt sich der Bezug zu Augustus nicht nur in der Architravinschrift, die mit Agrippa einen wichtigen Vertrauten jenes Kaisers nennt, sondern auch durch den Vorhof und die Tempelfront der Vorhalle, die deutlich an das Augustusforum erinnern.
Besondere Beachtung schenkte Hadrian nicht nur in Rom, sondern auch während seiner Inspektionsreisen der Rechtsprechung. Dabei sorgte er für eine Systematisierung der Rechtsprechungsgrundsätze, indem er den führenden Juristen seiner Zeit, Publius Salvius Iulianus, beauftragte, die prätorische Rechtssetzung, die bis dahin durch ein Edikt nach Amtsantritt der Prätoren jährlich neu gefasst worden war, im edictum perpetuum (wahrscheinlich aus dem Jahre 128) auf eine dauerhafte Grundlage zu stellen. Das Edikt bedeutete zwar keine eigentliche Kodifikation, hatte aber großen Einfluss: Der Jurist Ulpian verfasste über 80 Bücher Kommentare dazu, die später Eingang in Justinians Digesten fanden. Das edictum perpetuum trug dazu bei, dass der Kaiser immer mehr als Quelle des Rechts angesehen wurde. Sehr positiv bewertete Karl Christ Hadrians Bemühungen um die Rechtsprechung. Die einschlägigen Maßnahmen des Herrschers seien nicht von monarchischer Willkür, sondern von Sachlichkeit, Objektivität und auch Humanität gekennzeichnet. Davon hätten insbesondere benachteiligte Gruppen und Unterschichten der römischen Gesellschaft profitiert. Frauen erhielten das Recht, eigenes Vermögen und Erbschaften selbst zu verwalten. Die Verheiratung der Mädchen bedurfte fortan deren ausdrücklicher Einwilligung.
Als höchster Richter zeigte sich Hadrian offenbar sachkundig und bewältigte ein beeindruckendes Arbeitspensum. Im Winterquartier des Jahres 129 soll er 130 Gerichtstage abgehalten haben. Nach einer verbreiteten, in verschiedenen Varianten überlieferten Anekdote wurde Hadrian auf einer Reise von einer alten Frau angesprochen und sagte ihr weitereilend, er habe keine Zeit. „Dann höre auf, Kaiser zu sein!“, habe ihm die Frau nachgerufen. Da habe Hadrian angehalten und sie angehört.
Eine nochmalige Stärkung ihrer gesellschaftlichen Bedeutung erfuhren unter Hadrian die dem Senatorenstand (ordo senatorius) nachgeordneten Ritter (ordo equester). In ihre Hand legte der Princeps sämtliche vormals von Freigelassenen geführten zentralen Verwaltungsressorts; unter ihnen suchte er auch die beiden Gardepräfekten aus, von denen nun einer Fachjurist sein musste.
Auf dezentraler Ebene in den Provinzen förderte Hadrian die städtische Selbstverwaltung. Dies kam unter anderem in der Verleihung von Münzrechten und in der Gewährung bedarfsorientierter Stadtverfassungen zum Ausdruck. Bei der zentralen Finanz- und Steuerverwaltung des Reiches hingegen setzte er wiederum auf Systematisierung der bisherigen Verfahrensweisen und berief Spezialbeauftragte für die fiskalischen Interessen des Staates, die advocati fisci.
Stärker auf die kaiserliche Zentralverwaltung ausgerichtet wurde Italien, das Hadrian in vier Regionen unterteilte, die fortan der Kontrolle je eines kaiserlichen Legaten unterstanden. Dies ging zu Lasten der Senatskompetenzen, da die Legaten zwar aus den Reihen vormaliger Konsuln ausgewählt werden sollten, aber eben nicht vom Senat, sondern vom Kaiser.

### Verhältnis zu Senat und Volk

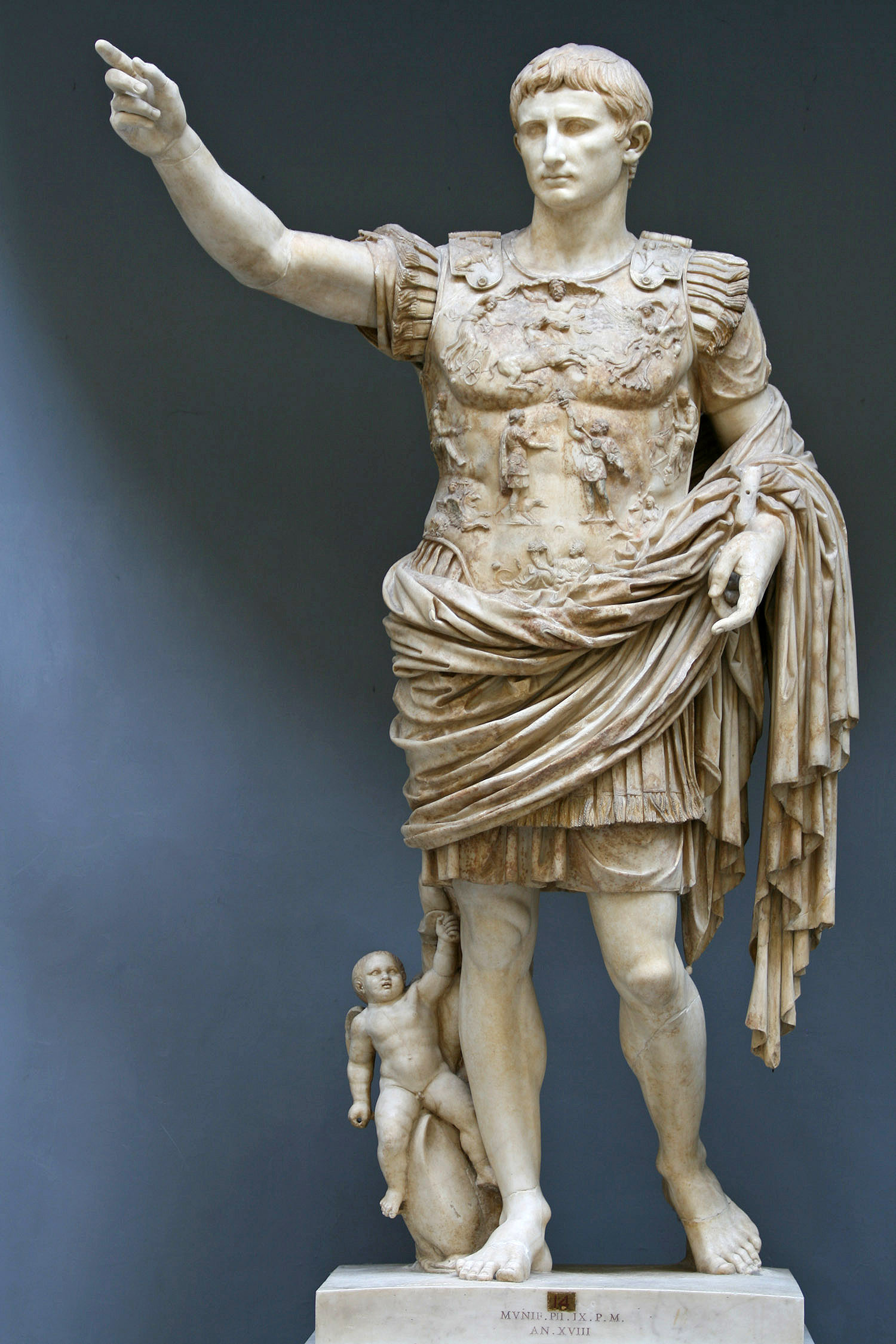
Ein Leitbild Hadrians:
Augustus

Auch im Verhältnis zum Senat stellte sich Hadrian in die Augustus-Nachfolge: Er bezeugte Achtung vor der Institution, indem er die Sitzungen besuchte, wenn er sich in Rom aufhielt; er pflegte den Umgang mit Senatoren und stellte denjenigen Mitgliedern des Senatorenstandes, die finanziell in Bedrängnis geraten waren, die fehlenden Mittel zur Verfügung. In Fragen der politischen Mitgestaltung aber ließ er dem Senat wenig Entscheidungsspielraum und beriet sich stattdessen mit Leuten seines persönlichen Vertrauens.
Schwer belastet wurde das Verhältnis des Kaisers zum Senat zu Beginn und dann wieder am Ende seines Prinzipats durch die Hinrichtung von im ersten Fall vier, im zweiten Fall mindestens zwei Konsularen. Bei der ersten Beseitigungsmaßnahme ging es um die Ausschaltung einer Gruppe von vier wichtigen Militärkommandanten Trajans (Avidius Nigrinus, Aulus Cornelius Palma Frontonianus, Lucius Publilius Celsus und Lusius Quietus), die im Verdacht standen, Hadrians Machtübernahme zu missbilligen. Sie alle wären aufgrund ihrer militärischen Verdienste selbst als Kaiser in Frage gekommen und stellten schon allein deshalb eine potentielle Bedrohung für den neuen princeps mit seiner fragwürdigen Legitimität dar. Während Hadrian selbst noch nicht wieder in Italien war, organisierte sein Prätorianerpräfekt Attianus daher noch 117 eine Hinrichtungsaktion an vier unterschiedlichen Orten, ohne die Opfer auch nur vor Gericht zu stellen. Diese Aktion führte zu starken Spannungen mit dem Senat, wo man die vorgebrachte Begründung, die Konsulare hätten sich gegen den neuen Kaiser verschworen, als Vorwand durchschaute, so dass Hadrian nach seinem Eintreffen in Rom Attianus als Sündenbock demonstrativ seines Amtes enthob, um die Senatoren zu beschwichtigen. Überdies behauptete der Kaiser, nichts von den Hinrichtungen gewusst zu haben; doch wurde ihm dies nicht geglaubt, und sein Verhältnis zum Senat blieb auch dann noch schwierig, als er versprochen hatte, künftig keine Senatoren mehr hinrichten zu lassen.
Im anderen Fall, der sich ereignete, als Hadrian gesundheitlich bereits stark beeinträchtigt war und sich mit Dispositionen für seine Nachfolge befasste, gaben wohl das Verhalten und die Ambitionen zweier Verwandter des Kaisers, die sich in der Nachfolgeregelung übergangen sahen, den Anstoß zu ihrer Hinrichtung. Es handelte sich um Hadrians fast neunzigjährigen Schwager Servianus und dessen Enkel Fuscus, Hadrians Großneffen. Den beiden könnte ein Übergang der Kaiserwürde erst auf Servianus und nach dessen Ableben auf Fuscus erreichbar erschienen sein; jedenfalls erschienen sie Hadrian als potentiell bedrohlich, so dass sie zum Tode verurteilt wurden.
Vor seiner von schwerer Erkrankung geprägten letzten Lebensphase, in der er sich aus der Öffentlichkeit zurückzog, hatte Hadrian versucht, sich als princeps civilis sowohl den Senatoren wie auch einfachen Bürgern gegenüber leutselig, entgegenkommend und hilfsbereit zu zeigen. Man konnte ihn, wie es heißt, unter einfachen Bürgern in öffentlichen Bädern antreffen und mit ihm ins Gespräch kommen. Er machte Krankenbesuche nicht nur bei Senatoren, sondern auch bei ihm wichtigen Rittern und bei Freigelassenen, mitunter nicht nur einmal am Tag. Dieses Verhalten machte ihn zwar bei den Rittern und Freigelassenen beliebt, nicht aber beim Senat, der seine Stellung bedroht sah. Hadrians demonstrative Freigebigkeit und Großzügigkeit beeindruckten nachhaltig. So berichtet Cassius Dio, dass man ihn nicht erst um Hilfe bitten musste, sondern dass er von sich aus dem jeweiligen Bedarf entsprechend aushalf. Zu seinen abendlichen Tischgesellschaften lud er Gelehrte, Philosophen und Künstler ein, um mit ihnen zu diskutieren. Hadrians politisches und gesellschaftliches Auftreten wird in manchen Quellen als von moderatio (Besonnenheit) und modestia (Mäßigung) gekennzeichnet geschildert; dabei ist allerdings mit Übertreibungen, Stilisierungen und Typologisierungen zu rechnen, doch gilt der Tenor manchen Forschern als glaubwürdig.
Andererseits kursierten über ihn aber auch Anekdoten, die der Tyrannentopik entlehnt waren; und mindestens einmal kam es beinahe zu einem Skandal, als der Kaiser dem im Circus versammelten Volk befehlen wollte zu schweigen; dies wäre ein schwerer Verstoß gegen die Prinzipatsideologie gewesen, der nur durch den Herold verhindert wurde. Die lange Abwesenheit des Herrschers aus Rom, zunächst aufgrund seiner Reisen, dann durch den Rückzug in seine Villa, wurde zweifellos als Missachtung des Volkes empfunden. Nur gegen Widerstände im Senat konnte Antoninus Pius später die Vergöttlichung seines Vorgängers durchsetzen.

### Reisetätigkeit, Truppeninspektion und Grenzbefestigung

Replik des Kopfes einer bronzenen Statue des Hadrian (gefunden in der Themse), die vermutlich um 122 n. Chr. anlässlich seines Besuches in Britannien aufgestellt wurde; Sie wurde wahrscheinlich im 4. oder 5. Jahrhundert zerstört und danach in den Fluss geworfen (London, British Museum)

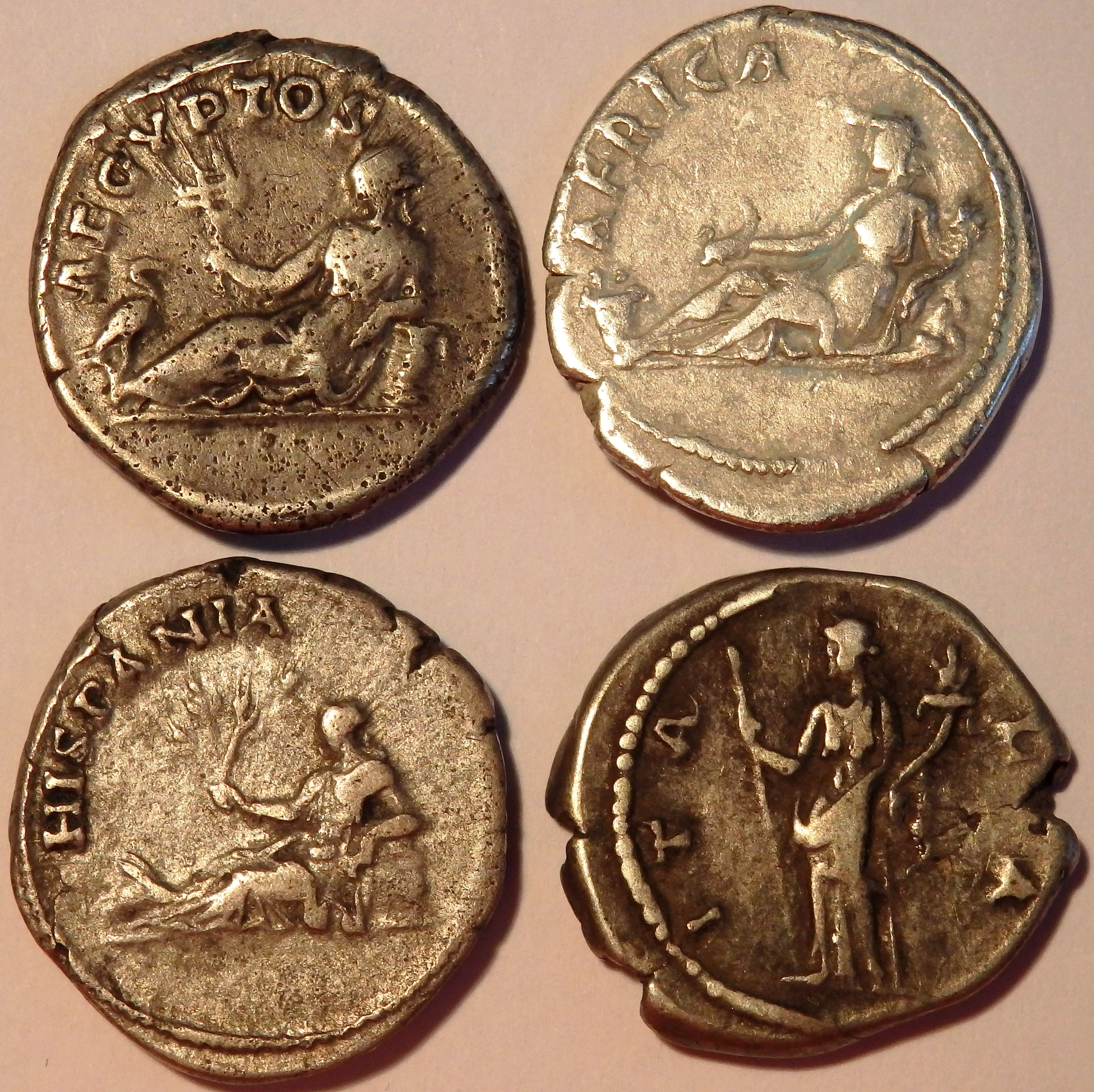
Auswahl allegorischer Provinzdarstellungen auf Denaren Hadrians (Reiseerinnerungsmünzen)

Die ausgedehnten Reisen Hadrians, die auch der Befriedigung seiner weltoffenen Wissbegierde dienten, sollten den Übergang zu einer Neuordnung des Reichs unterstützen und absichern. Der allgemeinen Bekanntmachung dieses großräumig verteilten Herrscherwirkens dienten unter anderem Münzprägungen: Adventus-Münzen, welche die Ankunft des Kaisers in einer Region oder Provinz feierten, Restitutor-Prägungen, die seine Tätigkeit als Wiederhersteller von Städten, Regionen und Provinzen rühmten, und exercitus-Münzen anlässlich der Inspektionen der Truppenkontingente verschiedener Provinzen.
Gerade bei der Organisation des militärischen Bereichs musste Hadrian in der Nachfolge Trajans unter veränderten Bedingungen neue Wege gehen. Hatte Trajan die Truppen bei Expansionsfeldzügen um sich versammelt und sich schon dadurch als Kaiser oft ordnend in ihrem Zentrum befunden, so ergab sich für Hadrian nun die Lage, dass die erste und wichtigste Stütze seiner Herrschaft vorwiegend an den Außengrenzen des Reiches verteilt stationiert war. Das Aufsuchen der von Italien zum Teil weit entfernten Heeresteile, die Ansprachen vor Ort, Inspektionen, Manöverbegleitung und -auswertung konnten dazu dienen, die Bindung der Legionen an den Kaiser lebendig zu erhalten und Verselbständigungstendenzen von Militäreinheiten vorzubeugen, die sonst fern von Rom kaum wirksam zu kontrollieren waren. So aber zeigte der Prinzeps, dass er auch weite Wege nicht scheute und dass man mit seinem Kommen rechnen konnte oder musste. Dabei legten er und sein Gefolge nach neueren Berechnungen ein Tempo vor, das bei entsprechend ausgebauten Straßen und Wegen auf Reisebedingungen schließen lässt, die bei einer Durchschnittsgeschwindigkeit von 20 bis 30 Kilometern pro Tag erst im 19. Jahrhundert wieder erreicht wurden.
An den Truppenstandorten angekommen, beschränkte er seine Inspektionen nicht allein auf die militärischen Belange im engeren Sinn, sondern untersuchte laut Cassius Dio auch zum Teil Privatangelegenheiten. Wo das Lagerleben aus seiner Sicht luxuriöse Züge angenommen hatte, traf Hadrian Vorkehrungen dagegen. Dabei teilte er die täglichen Strapazen mit den Soldaten und beeindruckte damit, dass er barhäuptig jedem Klima trotzte: dem Schnee im Norden ebenso wie der sengenden Sonne Ägyptens. Die von ihm zur Schulung der Disziplin angewandten Methoden und militärischen Übungen überdauerten sein Jahrhundert.

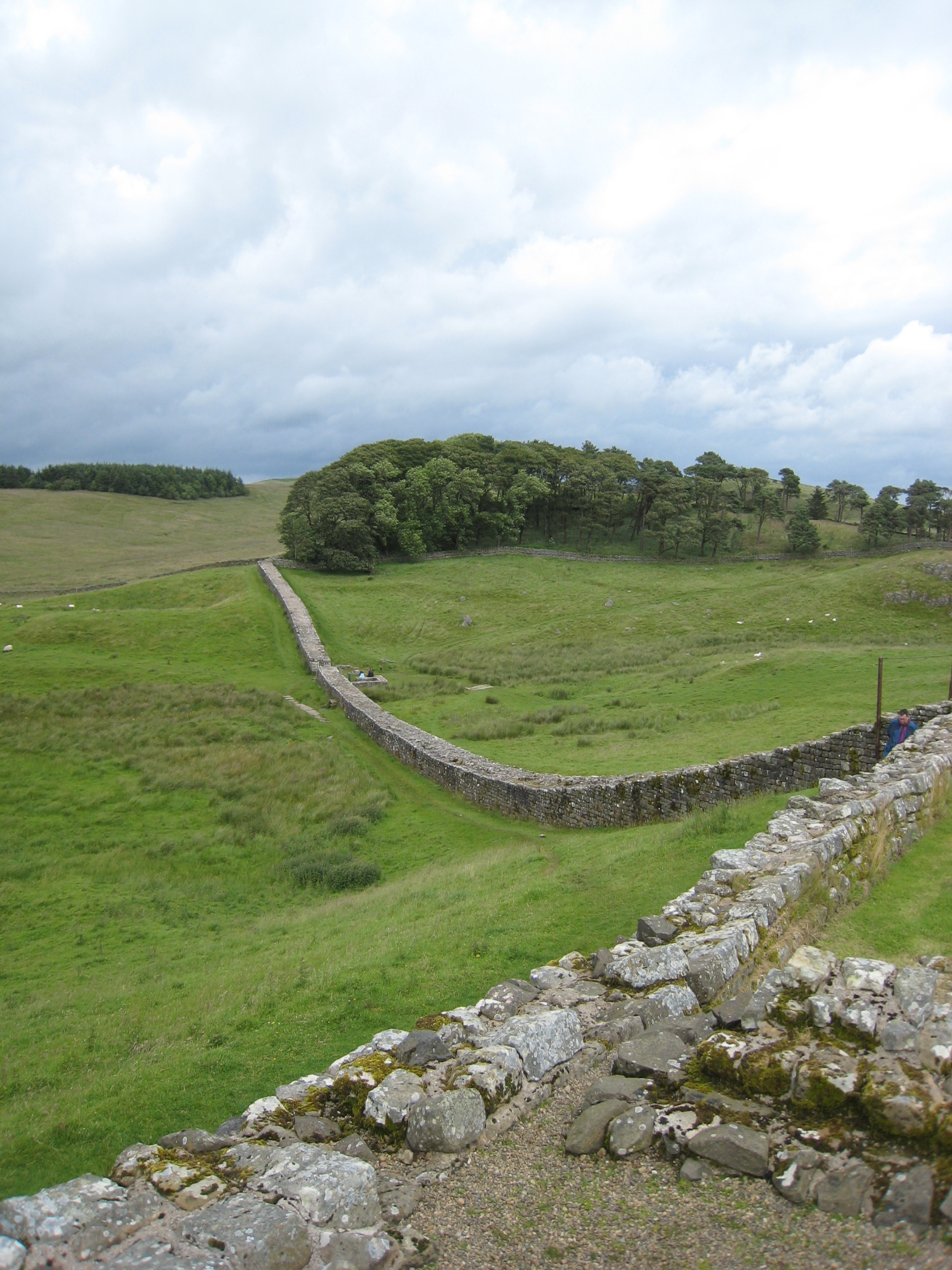
Hadrianswall (Vallum Hadriani) bei Housesteads

Bereits im Vorfeld seiner ersten großen Reise von 121 bis 125 ordnete Hadrian Maßnahmen zum Ausbau des Obergermanisch-Rätischen Limes an, der durch Palisaden aus halbierten Eichenstämmen eine deutlich sichtbare, befestigte Außengrenze des Römischen Reiches bilden sollte: sinnfälliger Ausdruck für Hadrians Entscheidung, der Expansionspolitik ein Ende zu setzen. Mit der Inspektion von Truppen und Grenzbefestigungen im Bereich von Donau und Rhein begann 121 eine vierjährige Abwesenheit Hadrians von Rom. Den Rhein abwärts ziehend und nach Britannien übersetzend begab er sich 122 zu den Truppen, die zwischen Solway Firth und Tyne mit der Errichtung des Hadrianswalls beschäftigt waren. Diese Mauer erlaubte die effektive Kontrolle des gesamten Menschen- und Güterverkehrs; ein System von Festungswerken und Vorposten ermöglichte die Kontrolle eines beträchtlichen Gebiets nördlich und südlich des Walls.
Noch vor dem Winter verließ Hadrian die Insel wieder und reiste durch Gallien, wo ein Aufenthalt in Nîmes bezeugt ist. Auf der Via Domitia erreichte er Spanien, wo er in Tarragona überwinterte und eine Zusammenkunft von Vertretern aller Regionen und Hauptorte Spaniens organisierte. Im Jahre 123 setzte er nach Nordafrika über und führte Truppeninspektionen durch, bevor er sich wegen einer im Osten drohenden neuen Auseinandersetzung mit den Parthern dorthin auf den Weg machte und in Verhandlungen am Euphrat eine Beruhigung der Lage erreichte. Die weitere Reiseroute führte über Syrien und diverse kleinasiatische Städte nach Ephesos. Von dort aus erreichte Hadrian auf dem Seeweg Griechenland, wo er das ganze Jahr 124 verbrachte, bevor er im Sommer 125 nach Rom zurückkehrte.
Nach einem Nordafrika-Besuch 128 begab sich Hadrian über Athen erneut auf eine Reise in die Osthälfte des Reiches. Besuchsorte und Durchgangsstationen waren die kleinasiatischen Regionen Karien, Phrygien, Kappadokien und Kilikien, bevor er in Antiochia den Winter verbrachte. Im Jahre 130 war er in den Provinzen Arabia und Judäa unterwegs. In Ägypten zog er, die alten Städte besuchend, nilaufwärts. Nach dem Tod des Antinoos reiste er von Alexandria aus per Schiff entlang der syrischen und kleinasiatischen Küste mit Zwischenaufenthalten nach Norden. Im Sommer und Herbst 131 weilte er entweder anhaltend in den Westküstenregionen Kleinasiens oder weiter nördlich in Thrakien, Moesien, Dakien und Makedonien. Den Winter und das Frühjahr 132 verbrachte er letztmals in Athen, bevor er dann, durch den jüdischen Aufstand alarmiert, entweder nach Rom zurückkehrte oder sich in Judäa selbst ein Bild der Lage machte.
Auf die Wohlfahrt der Gebiete, die der Kaiser aufsuchte, wirkten sich seine Reisen gesamthaft positiv aus. Er initiierte viele Projekte, nachdem er sich vor Ort von ihrer Notwendigkeit überzeugt hatte. Lokale historische und kulturelle Traditionspflege förderte er, indem er dafür sorgte, dass repräsentative alte Bauten restauriert, örtliche Spiele und Kulte erneuert sowie Grabanlagen bedeutender Persönlichkeiten instand gesetzt wurden. Auch infrastrukturelle Verbesserungen bei Straßennetz, Hafenanlagen und Brückenbauten verbanden sich mit Hadrians Reiseaktivitäten. Andere Fragen, etwa die nach belebenden wirtschaftlichen Auswirkungen der Kaiserreisen, sind in der Forschung ungeklärt. Münzprägungen in zusammenhängenden Emissionen aus Hadrians letzten Regierungsjahren bilanzierten den Ertrag der großen Reisen für die Bevölkerung auf vollkommen neuartige Weise, ein Tatenbericht von eigener Art. Von den sogenannten Provinzmünzen gibt es drei Arten: eine, welche die Personifikation eines Reichsteils zeigt und den Namen des Kaisers nennt, eine andere, die an die Ankunft des Kaisers im jeweiligen Gebiet erinnert, wobei Hadrian und die jeweilige Personifikation einander gegenüberstehen, und eine dritte, die dem Kaiser als dem ‚Erneuerer‘ eines Reichteils gewidmet ist und ihn eine vor ihm kniende Frauengestalt aufrichten lässt.

### Philhellenismus

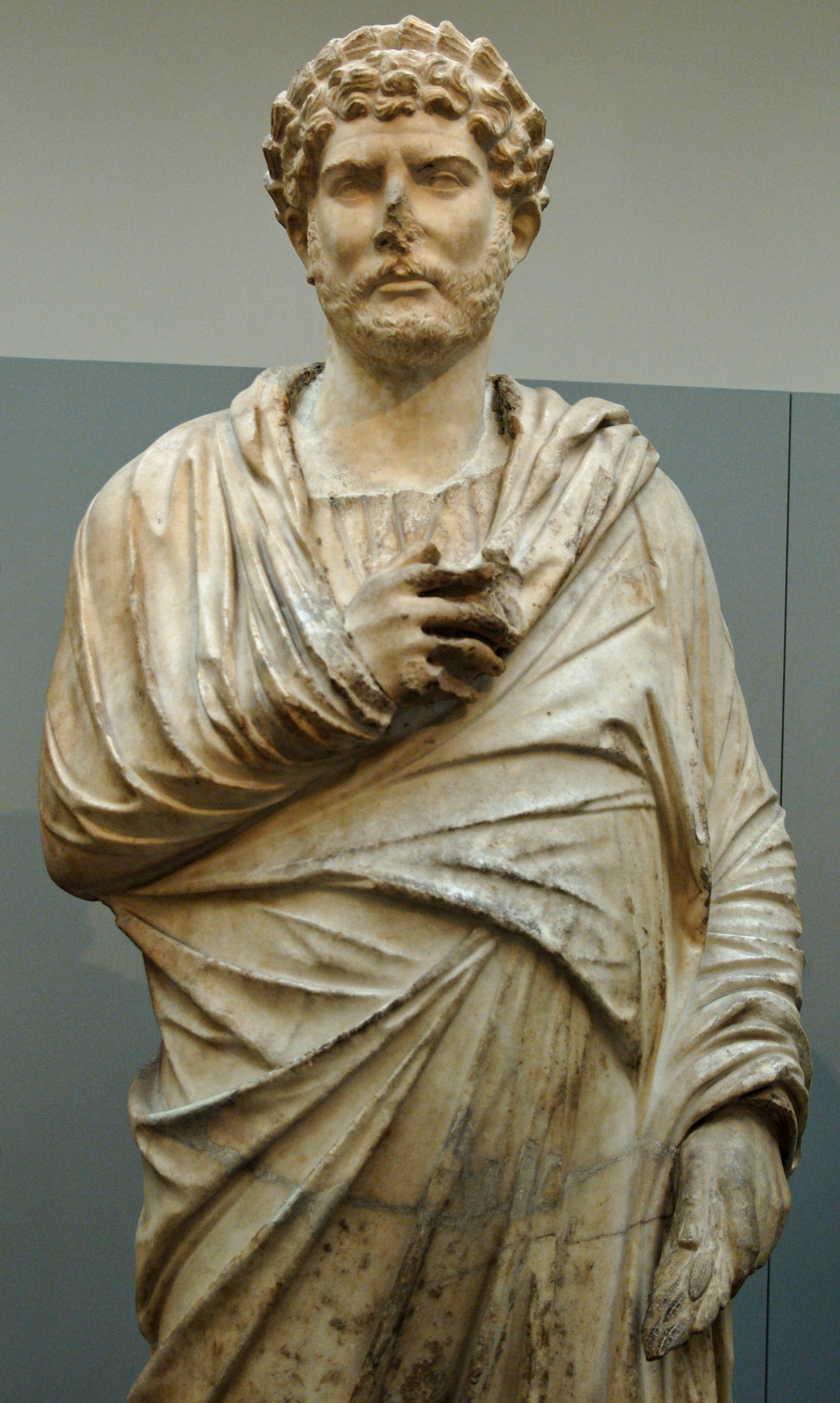
Hadrian in griechischer Kleidung

Neben Rom als Herrschaftszentrum, das er nicht vernachlässigen durfte, galt Hadrians Freigebigkeit und dauerhafte Zuwendung in außergewöhnlichem Maße Griechenland und insbesondere Athen. Sein vielleicht schon früh ausgeprägter Philhellenismus, der ihm den Beinamen Graeculus („Griechlein“) eintrug, bestimmte nicht allein seine ästhetischen Neigungen, sondern zeigte sich auch in seinem Äußeren, in Akzenten seiner Lebens- und Umfeldgestaltung sowie im politischen Wollen und Wirken. Dabei markiert der Ausdruck Graeculus auch eine gewisse spöttische Distanz der römischen Oberschicht zum reichhaltigen und anspruchsvollen griechischen Bildungsgut. Schon in republikanischer Zeit hatte eine allzu intensive Beschäftigung etwa mit griechischer Philosophie als für einen jungen Römer schädlich gegolten. Andererseits fand der heranwachsende Hadrian in Rom unter Domitian, der selbst Gedichte geschrieben und als Kaiser in Athen das Amt des Archonten übernommen hatte, ein der griechischen Kultur durchaus aufgeschlossenes Klima vor. Seit 86 veranstaltete Domitian im vierjährigen Turnus einen Wettstreit für Poeten und Musiker, Athleten und Reiter, dem er griechisch gekleidet in einer neu erbauten Arena für 15.000 Zuschauer selbst vorsaß.
An Hadrians äußerem Erscheinungsbild auffällig und mit Trajan deutlich kontrastierend waren Frisur und Bart. Hadrians gelockte Stirn – mit aufwendig gekräuselten Haaren im Gegensatz zu Trajans „Gabelfrisur“ – war der eine, sein Bart der andere augenfällige Unterschied. Mit seiner Barttracht veränderte Hadrian die Mode des Reiches für über ein Jahrhundert. Er konnte sich damit Trajan gegenüber als eigene Persönlichkeit zur Geltung bringen und mit dem „Griechenbart“ oder „Bildungsbart“ zugleich Akzente in kultureller Hinsicht setzen.
Sobald sich für Hadrian nach vollständiger Absolvierung der Ämterlaufbahn und in einer Pause von Trajans militärischen Großaktionen die Gelegenheit ergab, suchte er 111/112 Athen auf, ließ sich dort das Bürgerrecht verleihen und wurde zum Archonten gewählt, was von seinen Vorgängern nur Domitian und von seinen Nachfolgern erst wieder Gallienus beschieden war, die allerdings im Gegensatz zu ihm zur Zeit ihres Archontats bereits amtierende Kaiser waren. Für die Zeit in der Mitte seines vierten Lebensjahrzehnts war Hadrian von anderweitigen Aufgaben und Verpflichtungen anscheinend weitgehend entbunden und konnte sich mehr als sonst seinen Neigungen zuwenden, Kontakte herstellen und pflegen. So dürfte er in dieser Zeit den stoischen Philosophen Epiktet aufgesucht und gesprochen haben. Durch Vermittlung seines Freundes Quintus Sosius Senecio, der auch mit Plinius dem Jüngeren befreundet war, oder des Favorinus könnte er mit Plutarch zusammengekommen sein und häufiger mit dem Sophisten Polemon von Laodikeia in Kontakt gestanden haben. Auch an den Epikureern hatte Hadrian offenbar Interesse, wie sich spätestens 121 nachweisen lässt, als er an einer Neuregelung bei der Besetzung der Schulleitung beteiligt war. Eine klare Zuordnung Hadrians zu einer bestimmten philosophischen Schule ergibt sich daraus nicht. Als Eklektiker dürfte er eine Auswahl des für ihn Bedeutsamen getroffen haben: Epikureisches vielleicht mit Blick auf den eigenen Freundeskreis, stoische Elemente eher im Hinblick auf die staatlichen Obliegenheiten.
Auch in religiöser Hinsicht nahm Hadrian die weit zurückreichende Athener Tradition für sich selbst an. Er war nach Augustus der zweite römische Kaiser, der sich in die Mysterien von Eleusis einweihen ließ. Seine Einweihung auf der ersten Stufe könnte bereits in die Zeit seines Archontats fallen. Eine spätere, wohl auf die zweite Einweihungsstufe (Epopteia) bezogene Münzprägung, die auf der Vorderseite Augustus zeigt, trägt auf der Rückseite außer der Abbildung einer Getreidegarbe die Aufschrift Hadrianus Aug(ustus) p(ater) p(atriae) ren. Dabei steht ren. für renatus („wiedergeboren“); Hadrian firmierte also im Zeichen der eleusinischen Mysterien als Wiedergeborener. Unter die Epopten dürfte er demnach anlässlich eines der weiteren Athen-Aufenthalte 124 oder 128 aufgenommen worden sein.

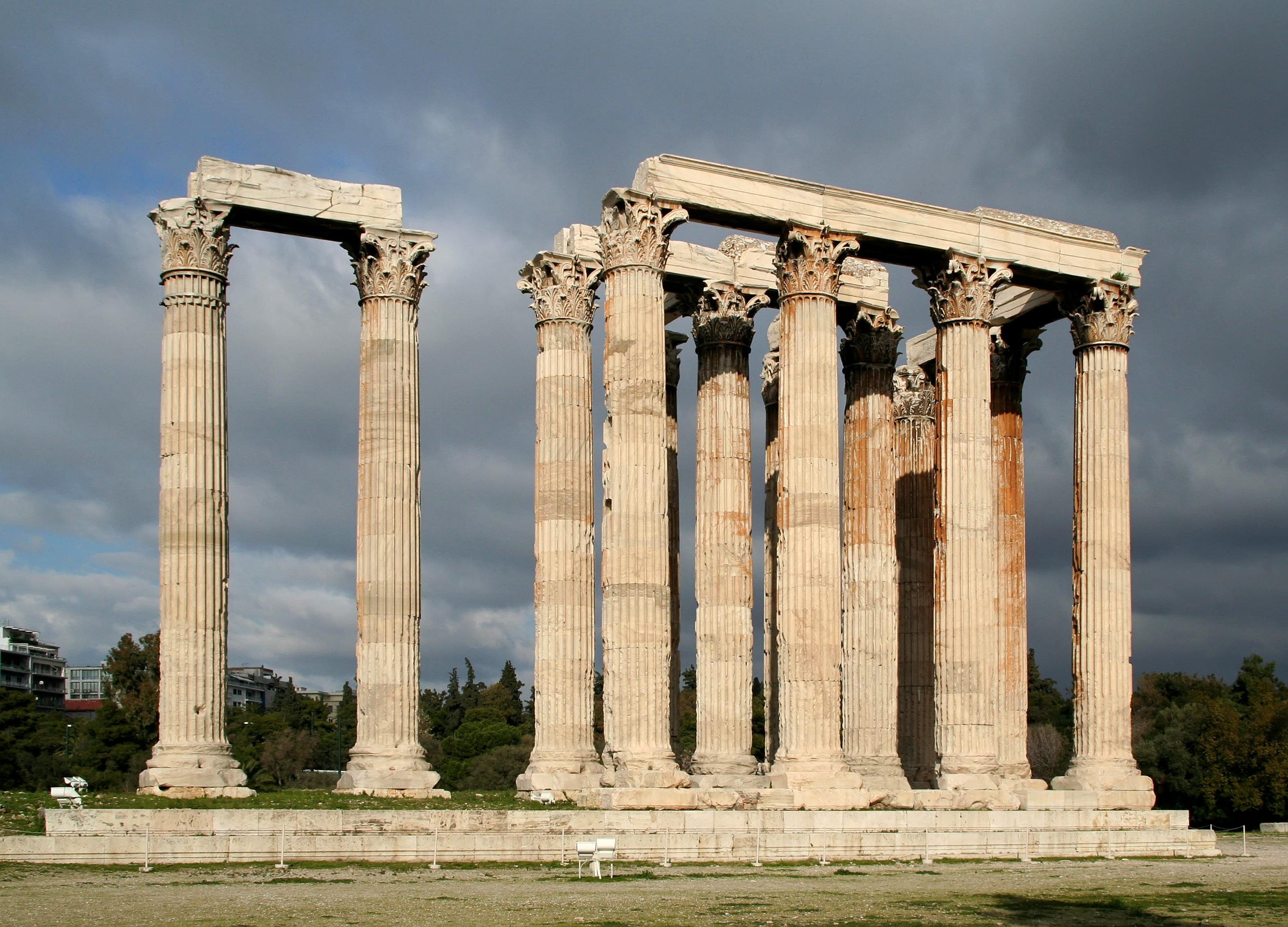
Ruinen des Olympieions

Während Griechenland in großen Teilen der römischen Oberschicht damals nur als ein zu Erbauungszwecken besichtigenswertes kulturgeschichtlich-museales Ensemble betrachtet wurde, arbeitete Hadrian darauf hin, die Griechen als östlichen Bevölkerungspol des Römischen Reiches zu neuer Einheit und Stärke und zu mehr Selbstbewusstsein zu führen. Während seiner Inspektionsreisen durch die griechischen Provinzen löste er mit der Abhaltung von Spielen und Wettkämpfen einen Festrausch aus. Kein anderer Kaiser gab so vielen Spielen seinen Namen wie er mit den Hadrianeen. Mit bedeutenden baulichen Neuerungen und infrastrukturellen Verbesserungsmaßnahmen sorgte er dafür, Athen als Metropole der Griechen wiederzubeleben. Mit dem auf sein Betreiben nach Jahrhunderten endlich vollendeten Bau des Olympieions, das er als kultisches Zentrum eines Panhellenions vorsah, einer repräsentativen Versammlung aller Griechen im Römischen Reich, knüpfte Hadrian an das gut ein halbes Jahrtausend zurückliegende Synhedrion an, dessen Kompetenzen in der Ära der größten Machtentfaltung der Attischen Demokratie unter Perikles nach Athen verlagert worden waren. Die Athener dankten Hadrian seine Zuwendung, indem sie den ersten Aufenthalt des Kaisers als den Beginn einer neuen Stadtära feierten.

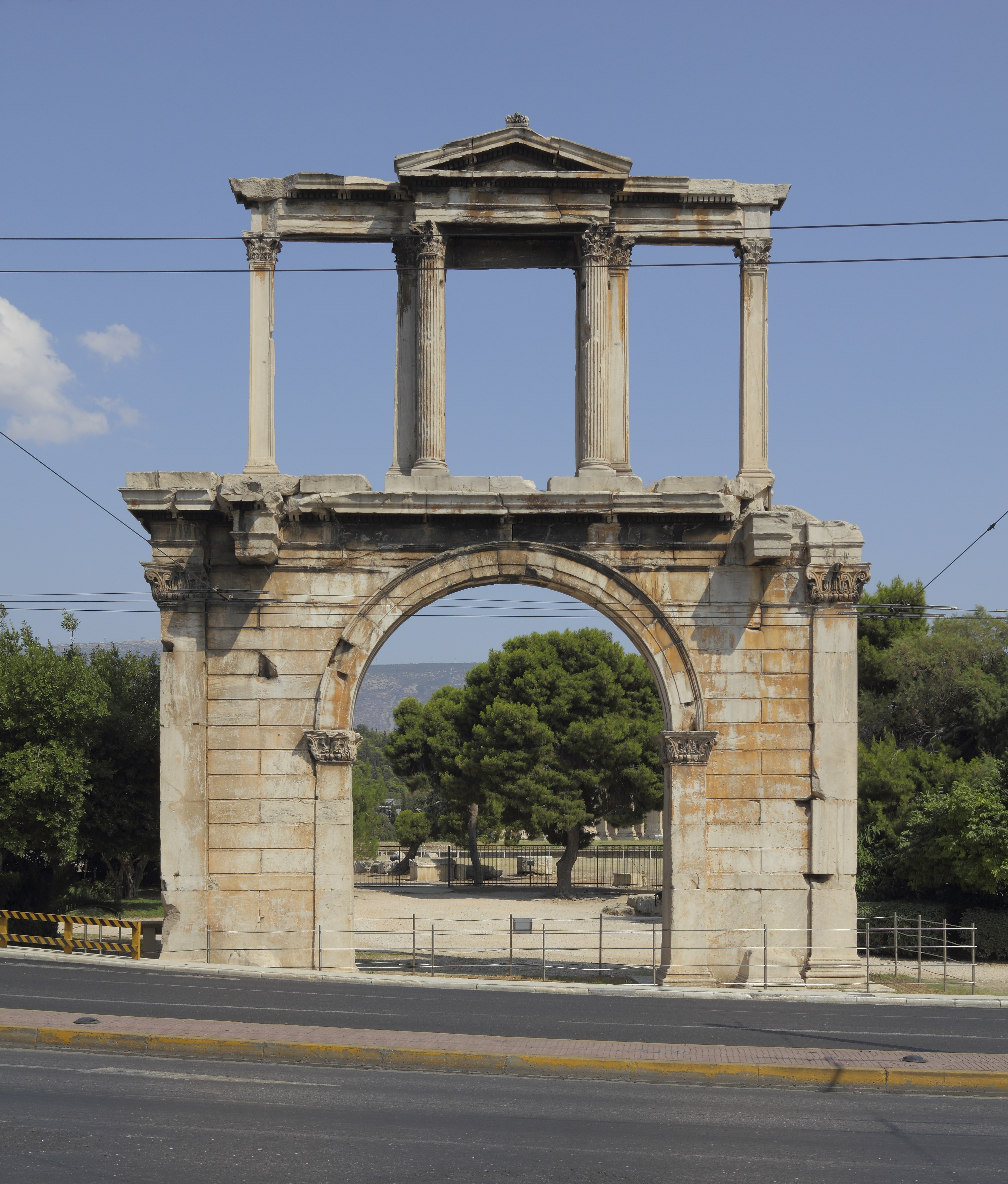
Das Hadrianstor in Athen

Dem entsprach offenbar in hohem Maße Hadrians Selbstverständnis und die Art seiner Selbstinszenierung im öffentlichen Raum. Am Übergang der Stadt zum Olympieion-Bezirk wurde zu seinen Ehren 132 das Hadrianstor errichtet. Die an beiden Torseiten angebrachten Inschriften verwiesen einerseits auf Theseus als Athens Gründungsheros, andererseits auf Hadrian als den Gründer der neuen Stadt. Indem Hadrian hier ohne die sonst übliche zusätzliche Titulatur erschien, übte er sich nicht so sehr in Bescheidenheit, sondern stellte sich mit dem kultisch verehrten Stadtgründer Theseus, der ebenfalls ohne besonderen Rang und Titel genannt wurde, erkennbar auf eine Stufe. Hadrian seinerseits gründete noch 135 in Rom das Athenäum.
Die Athener zeigten sich dem Kaiser auch in anderer Hinsicht demonstrativ dankbar, wie die große Zahl der Ehrenstatuen verdeutlicht, die für Hadrian nachgewiesen sind. Es gab allein in Athen mehrere hundert Porträts des Kaisers in Marmor oder Bronze. In Milet erhielt er auf Beschluss des Rats jährlich eine neue, sodass dort am Ende seiner Regierungszeit 22 Statuen oder Büsten Hadrians standen. Der Archäologe Götz Lahusen schätzt, dass es in der Antike 15.000 bis 30.000 Bildnisse von ihm gab; heute sind etwa 250 davon bekannt.
Eine machtpolitische Komponente von Hadrians Engagement für die Griechen bestand darin, dass die griechischsprachigen Provinzen als Widerlager und ruhender Pol im Hinterland der orientalischen militärischen Brennpunkte und Konfliktzonen wirkten. Dies war die politische und strategische Seite von Hadrians Philhellenentum. Eine Verlagerung des politischen Machtzentrums in den östlichen Reichsteil hat Hadrian aber nicht angestrebt.
Die Bedeutung des Panhellenions als politisches Binde- und Stärkungsmittel griechischer Einheit hielt sich ohnehin in Grenzen. Ungewiss sind sowohl Gründungsdatum und Sitz der Versammlung wie auch ihr Ziel. Vielleicht sollten die griechischen Poleis untereinander harmonisiert und zugleich über Athen enger an Rom und den Westen gebunden werden. Außer kulturellen Kontakten scheint nach Hadrians Tod nicht viel geblieben zu sein.

### Bautätigkeit

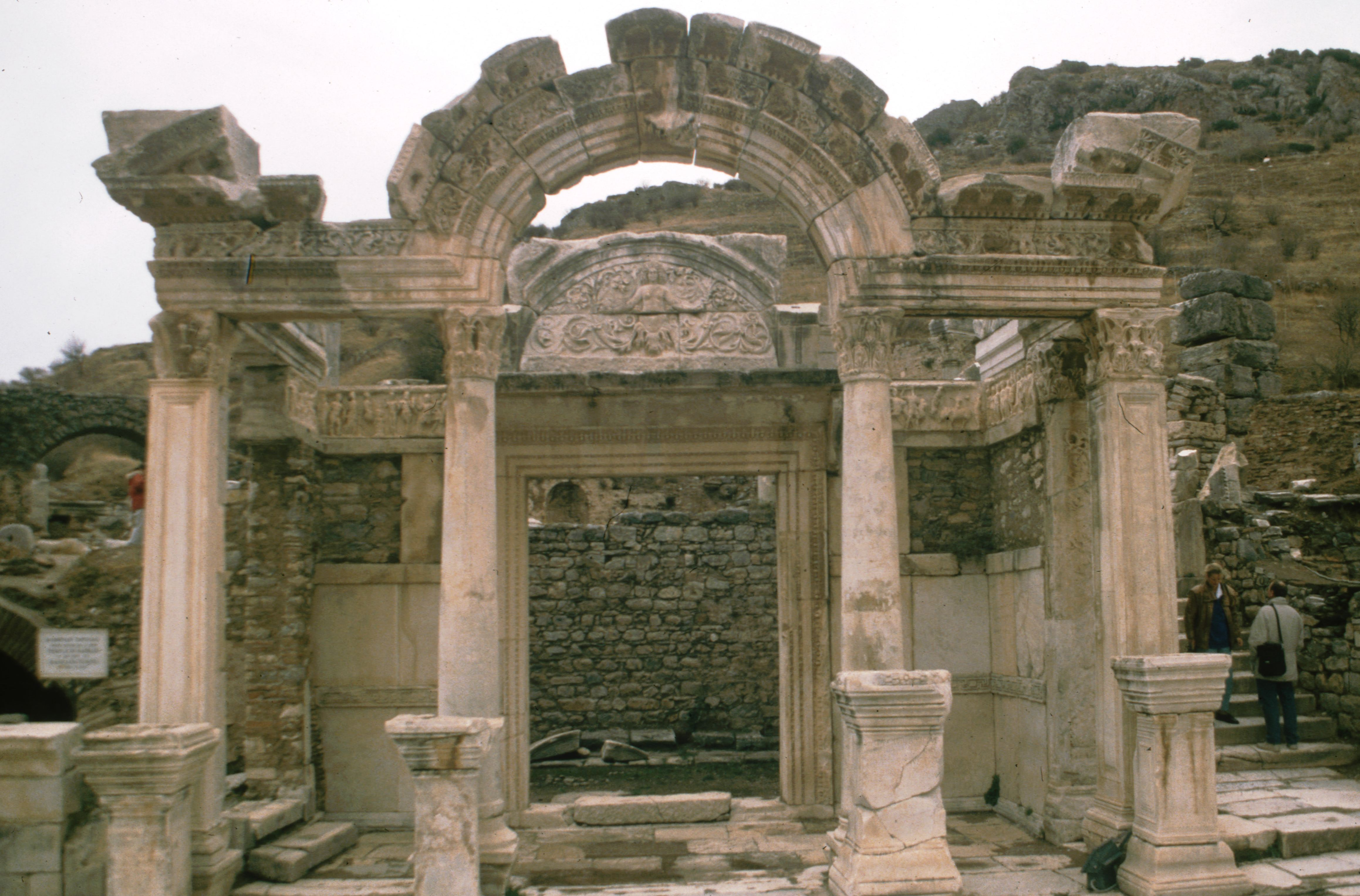
Hadriantempel in Ephesos

Der Prinzipat Hadrians war verbunden mit einem anhaltenden Aufschwung von Baumaßnahmen verschiedenster Art, die nicht nur Rom und Athen galten, sondern den Städten und Regionen überall im Reich. Die Bautätigkeit wurde eine von Hadrians Prioritäten. Dazu trugen sowohl politische und dynastische Erwägungen als auch das tiefe persönliche Interesse des Kaisers an Architektur bei. Einige der in Hadrians Ära entstandenen Bauten stellen einen Wende- und Höhepunkt römischer Architektur dar.
Frühe Studien der Malerei und Modellierkunst sowie Hadrians Interesse an Architektur sind bei Cassius Dio bezeugt. Auch zeigte Hadrian anscheinend keine Scheu, mit eigenen Konstruktionsvorstellungen und Entwürfen auch unter Meistern des Faches aufzuwarten. Cassius Dio berichtet von einer herben Abfuhr, die der berühmte Architekt Apollodor von Damaskus dem vielleicht etwas vorwitzigen jungen Mann erteilte. Apollodor soll Hadrian, der ihn in seinen Ausführungen Trajan gegenüber unterbrochen hatte, zurechtgewiesen haben: „Verzieh dich und zeichne deine Kürbisse. Du verstehst nichts von diesen Dingen.“
Mit der Umsetzung eines eigenen Bauprogramms begann Hadrian schon bald nach dem Herrschaftsantritt sowohl in Rom als auch in Athen und auf dem Familienbesitz bei Tibur. Der Betrieb auf diesen wie zahlreichen weiteren Baustellen lief über lange Zeit parallel und teils über Hadrians Tod hinaus, so im Falle des Tempels der Venus und der Roma und beim Hadriansmausoleum. Damit ließ sich speziell in Rom ein dauerndes Engagement des Kaisers für die Metropole auch in den langen Zeiten seiner Abwesenheit vor Augen führen.
Auf die Inspektionsreisen in die Provinzen des Reiches begleitete ihn nicht nur die für den Schriftverkehr zuständige kaiserliche Kanzlei, der anfänglich noch Sueton vorstand, sondern auch eine Auswahl von Baufachleuten aller Art. Wie der Archäologe Heiner Knell feststellt, stand in kaum einer anderen Zeitspanne der Antike die aufblühende Baukultur unter einem so günstigen Stern wie unter Hadrian; damals entstanden Bauwerke, „die zu Fixpunkten einer Geschichte der römischen Architektur geworden sind“.

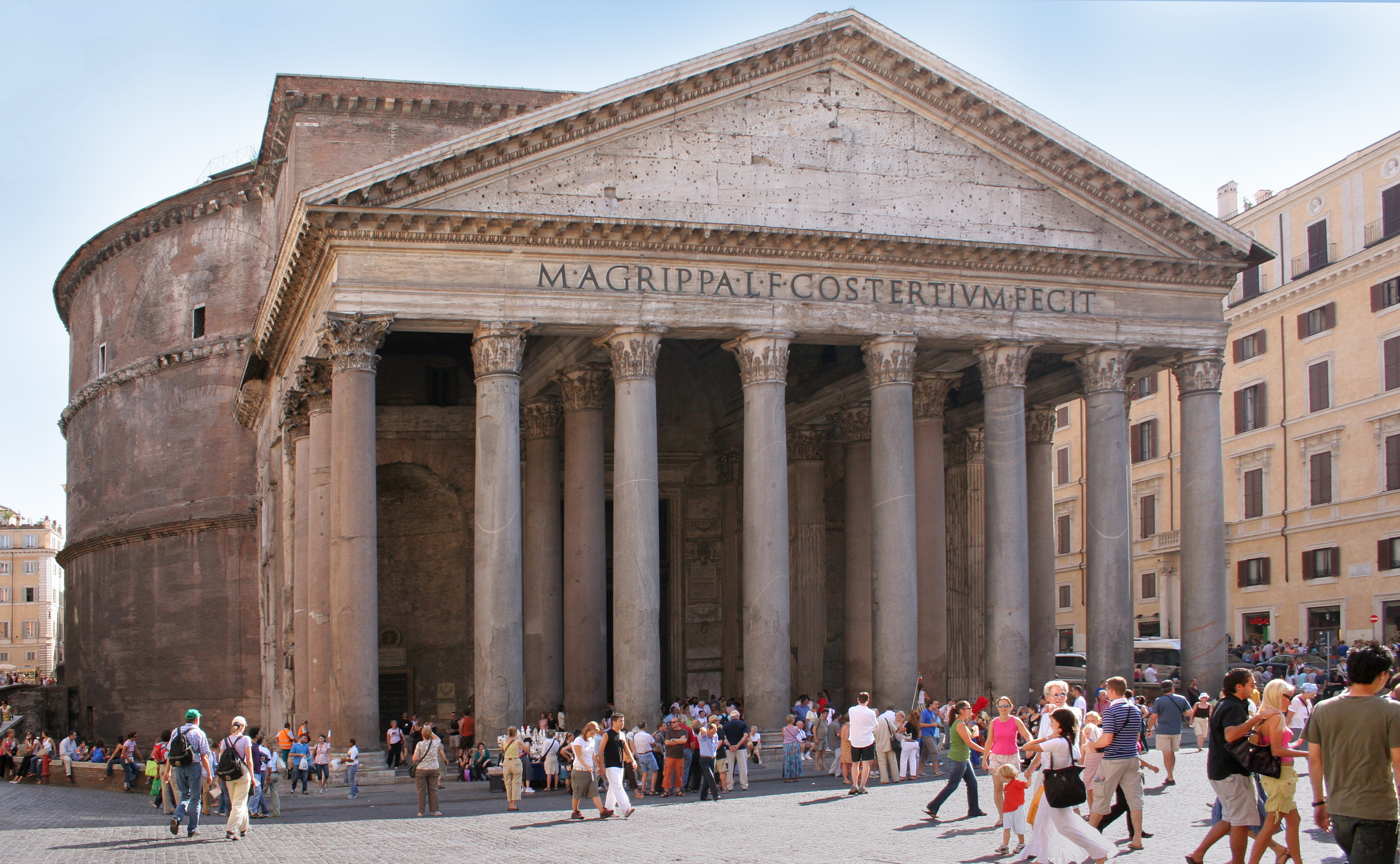
Fassade des Pantheons

Ein markantes erhaltenes Monument dieser architektonischen Blütezeit ist das 110 durch Blitzschlag zerstörte und unter Hadrian neu konzipierte Pantheon, das bereits Mitte der 120er Jahre fertiggestellt war und von Hadrian für Empfänge und Gerichtssitzungen öffentlich genutzt wurde. Die Lage des Pantheons auf einer Achse mit dem gut siebenhundert Meter entfernten Eingang des gegenüberliegenden Augustusmausoleums deutet wiederum auf ein Bekenntnis zum Erbe des Augustus, zumal Agrippa das Pantheon wohl ursprünglich als ein Heiligtum für die Familie des Augustus und die ihr verbundenen Schutzgötter konzipiert hatte. Spektakulär ist der Bau mit seinem Innenraum, der von der größten nicht verstärkten Betonkuppel der Welt überwölbt ist. Voraussetzung dafür war eine „Betonrevolution“, die der römischen Bautechnik Gebäudekonstruktionen ermöglichte, wie sie in der Menschheitsgeschichte bis dahin noch nicht vorgekommen waren. Neben den Ziegeln (figlinae) war bzw. wurde Beton (opus caementicium) grundlegendes Baumaterial. Die Führungsklasse einschließlich der Kaiserfamilie investierte in dieses Gewerbe, besonders die Ziegelproduktion.

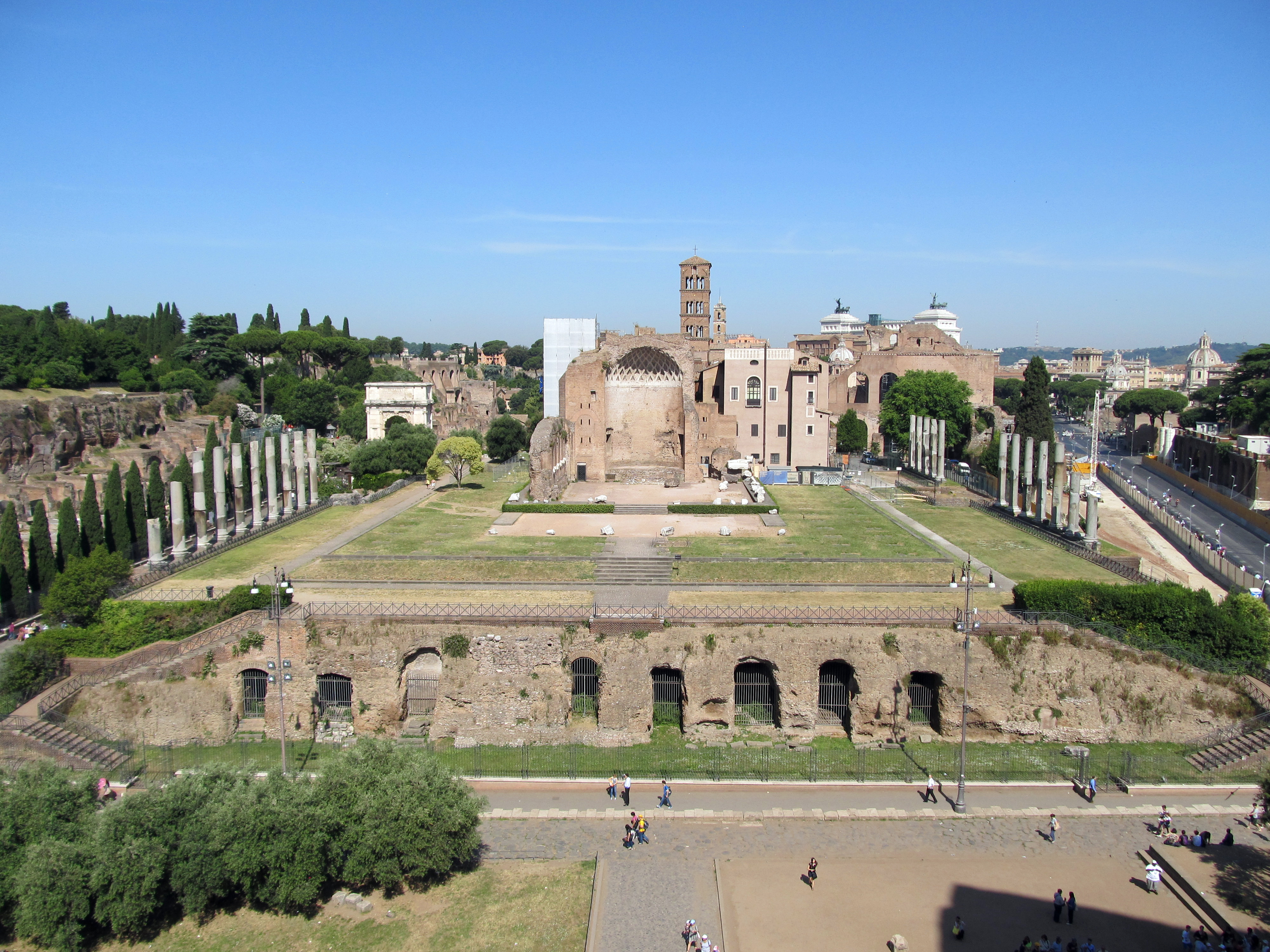
Bauplatz und Ruinen des Doppeltempels der Venus und der Roma

Auf andere Weise beeindruckend neuartig nahm sich für die Römer die Anlage des Doppeltempels für Venus und Roma auf der Velia, einem der ursprünglichen sieben Hügel Roms, aus. Die Verbindung zweier Göttinnen war unüblich und es gab auch kaum Präzedenzfälle für einen so bedeutenden Kult der Roma in ihrer eigenen Stadt. Mit diesem Bau erschien Hadrian als neuer Romulus (Stadtgründer). Während die Cellae des Doppeltempels jeweils dem italischen Tempeltypus entsprachen, folgte die beide Cellae umschließende Säulenringhalle dem griechischen Tempeltypus. Es handelte sich dabei um die bei weitem größte Tempelanlage in Rom. In ihr konnte die kulturübergreifende Ausdehnung des Römischen Reiches ebenso versinnbildlicht werden wie eine daraus gewonnene kulturelle Einheit und Identität. Als Hadrian die Pläne Apollodor zur Prüfung und Stellungnahme zukommen ließ, soll dieser – wiederum nach dem Bericht Cassius Dios – drastisch Kritik geübt und sich neuerlich Hadrians Zorn zugezogen haben. Die Überlieferung, wonach Hadrian erst für die Verbannung und sodann auch noch für den Tod Apollodors im Exil gesorgt habe, gilt in der neueren Forschung jedoch als äußerst unglaubwürdig. Schon bei der Erschließung des Bauplatzes für den Doppeltempel wurde den Römern ein unvergesslicher Anblick geboten: Der unter Nero angefertigte und dort aufgestellte Koloss, eine 35 Meter hohe Bronzestatue von über 200 Tonnen geschätztem Mindestgewicht, die man mit dem Sonnengott Sol verband, wurde auf technisch ungeklärte Weise unter Einsatz von 24 Elefanten angeblich aufrecht stehend umgesetzt.

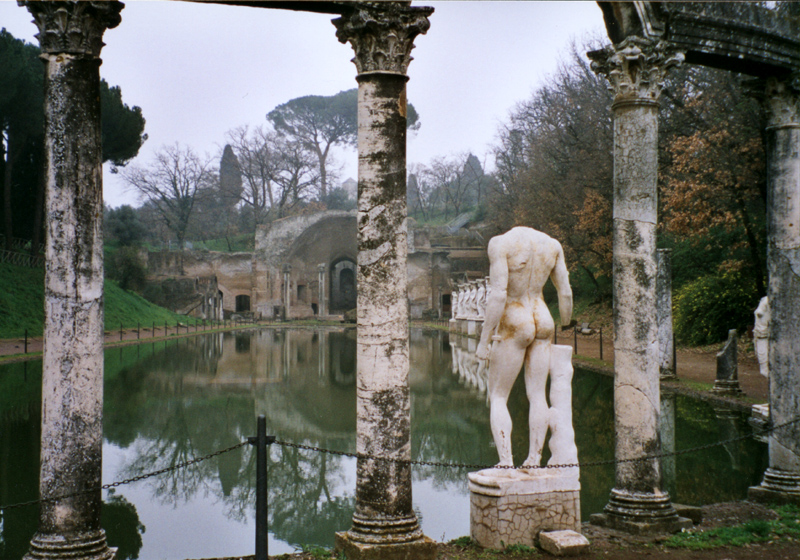
Garten der Villa Hadrians in Tibur (heute Tivoli)

Annähernd auf freiem Feld konnte Hadrian seinen Ambitionen als Bauherr auf dem Landsitz bei Tibur, dessen allein baulich erschlossene Fläche sich heute über etwa 40 Hektar erstreckt, nachgehen. Das Gelände ist zum großen Teil zerstört, doch ist die Hadriansvilla Teil des UNESCO-Weltkulturerbes und nicht zuletzt aufgrund der eklektischen Zusammenstellung unterschiedlichster Baustile (römisch, griechisch, ägyptisch) einzigartig. Die Villa, ein ausgedehnter Palast und Alternativsitz der Regierung, erschien fast wie eine kleine Stadt. In der Planung und den Konstruktionstechniken wurden neuartige Experimente gewagt. Durch ihren Formenreichtum und die Pracht ihres Dekors wurde die Villa in der Folgezeit zu einer der Saatstätten für die Entwicklung von Kunst und Architektur. Die neuen Möglichkeiten im Betonbau kamen auch hier vielfältig zum Einsatz, so zum Beispiel in Kuppeln und Halbkuppeln, in die man bei der Entwicklung neuartiger Formen der Raumausleuchtung variationsreiche Öffnungen schnitt. In Verbindung mit stark wechselnden Raumgrößen und -gestaltungsformen sowie mit einer vielfältigen Innenausschmückung begleitete den Besucher bei einem Rundgang ein stetes Überraschungsmoment, das sich auch im Perspektivwechsel von den Innenräumen zu Ausblicken auf Gärten und Landschaft Geltung verschaffte. So setzte die Villa für die römische Architektur einen neuen Standard.

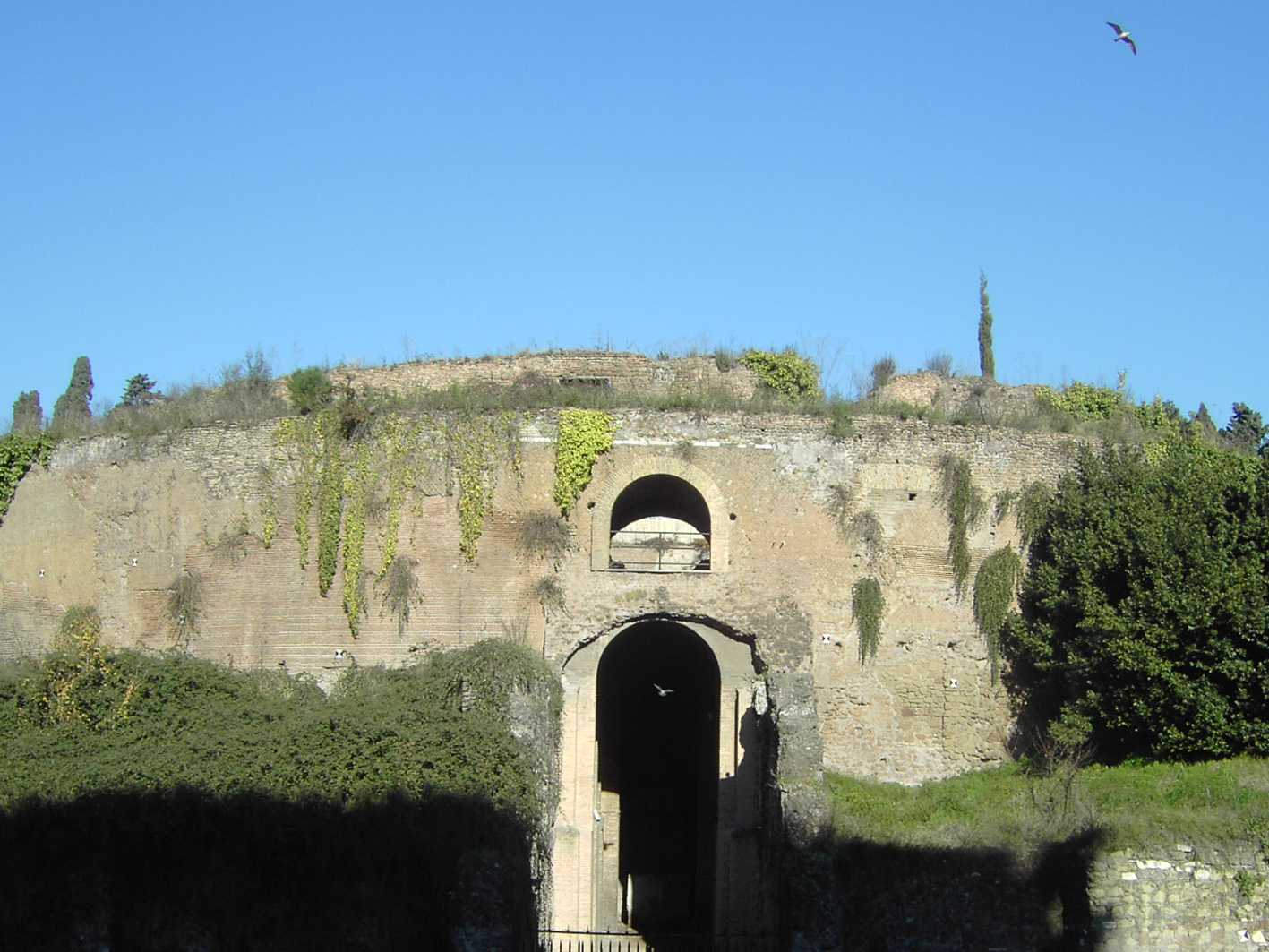
Der Eingang zum Augustusmausoleum

Bereits in den ersten Jahren seines Prinzipats traf Hadrian Vorsorge für den eigenen Tod und die Grablegung, indem er etwa parallel mit dem Baubeginn des Doppeltempels der Venus und Roma die Errichtung des monumentalen Mausoleums auf der dem Marsfeld gegenüberliegenden Uferseite des Tibers betrieb.
Dort bildete es aber schließlich vor allem das optische Gegenstück zu dem ebenfalls zylindrischen Hauptteil des Augustusmausoleums, das wenige hundert Meter nordöstlich auf dem anderen Tiberufer lag. Bei einer Gesamthöhe des Monuments von etwa 50 Metern hatte die allein 31 Meter hohe Trommel an der Basis einen Durchmesser von 74 Metern. Die wohl 123 begonnene und im Kern bis heute erhaltene Konstruktion ruhte auf einer Betonplattform von ungefähr zwei Metern Dicke. Die Rekonstruktion der Aufbauten und figuralen Ausstattung oberhalb des Grundbaus ist nicht mehr möglich.
Eine Zusammenschau des von Hadrian realisierten Bauprogramms lässt erkennen, dass er auch darin die charakteristischen Kulturmerkmale unterschiedlicher Teile des Römischen Reiches zu einer Synthese zusammenzuführen suchte – sehr deutlich etwa in der anspielungs- und zitatereichen architektonischen Vielfalt der Hadriansvilla bei Tibur. Doch auch Rom und Athen wurden von Hadrian architektonisch aufeinander verwiesen. Der römische Doppeltempel der Venus und Roma hatte in der Außenansicht griechisches Gepräge, während beispielsweise die für Athen gestiftete Hadriansbibliothek hinsichtlich der Säulengestaltung eine typisch römische Architektur transferierte.

### Antinoos

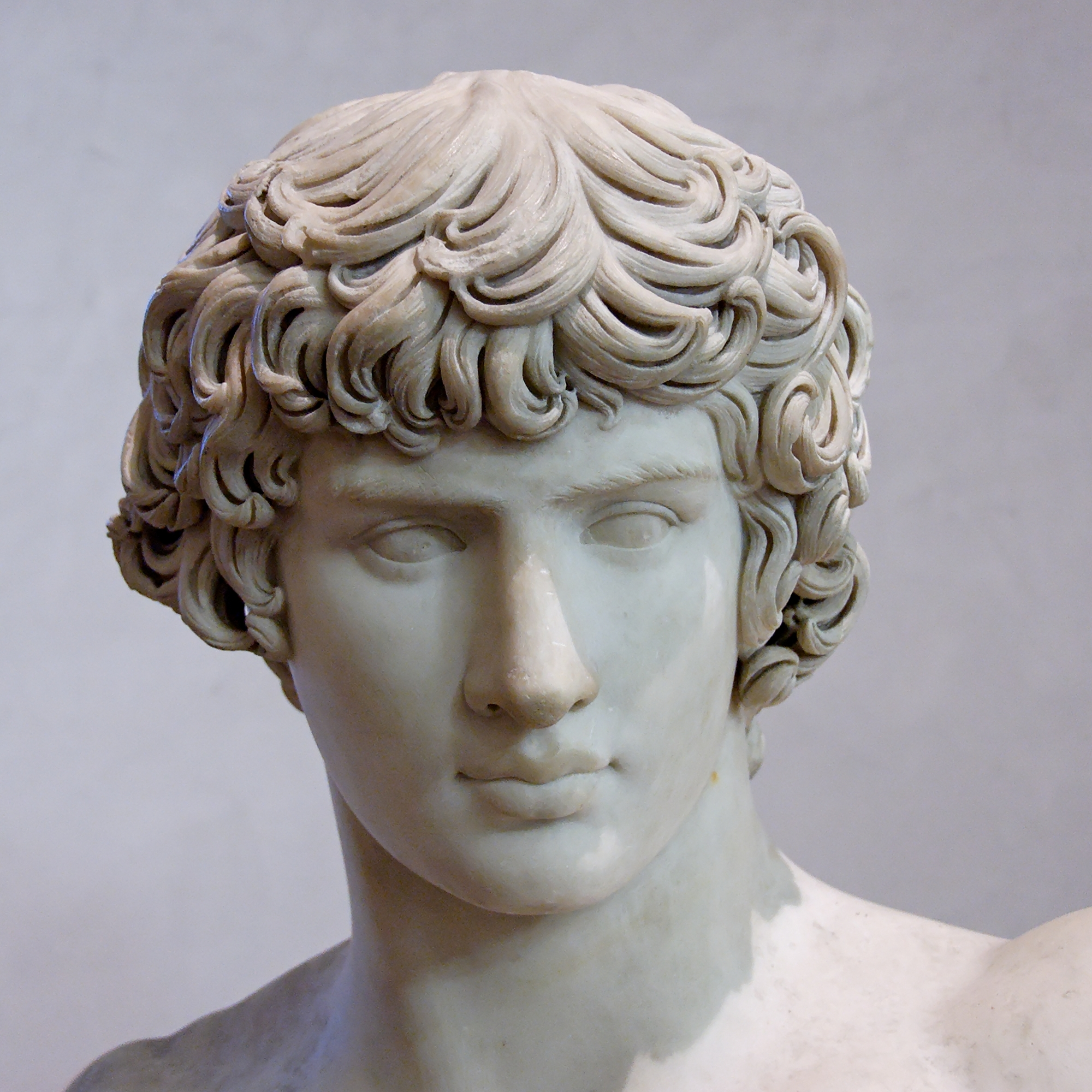
Antinoosbüste aus der Villa Adriana in Tivoli, heute im Louvre

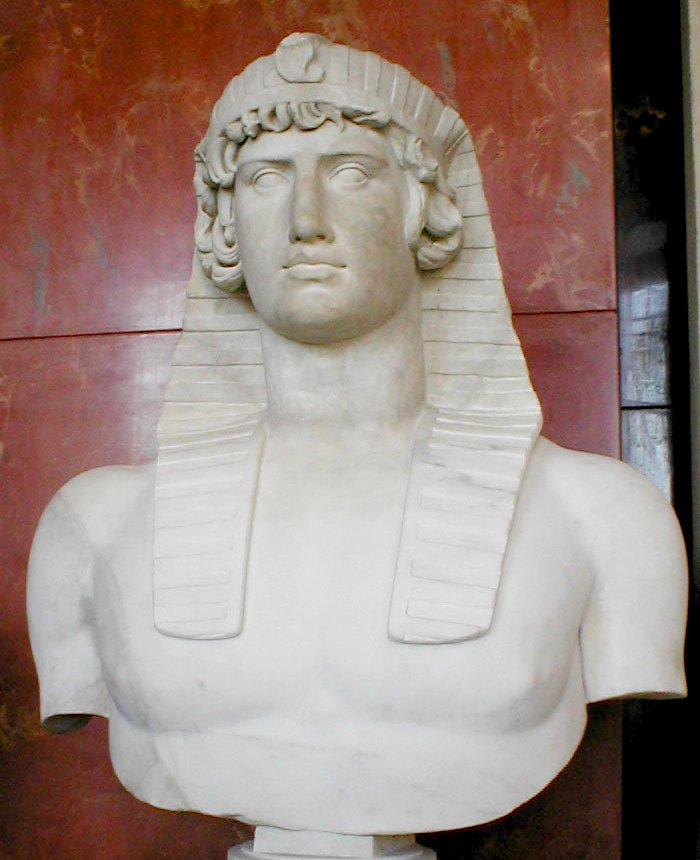
Antinoos als Osiris

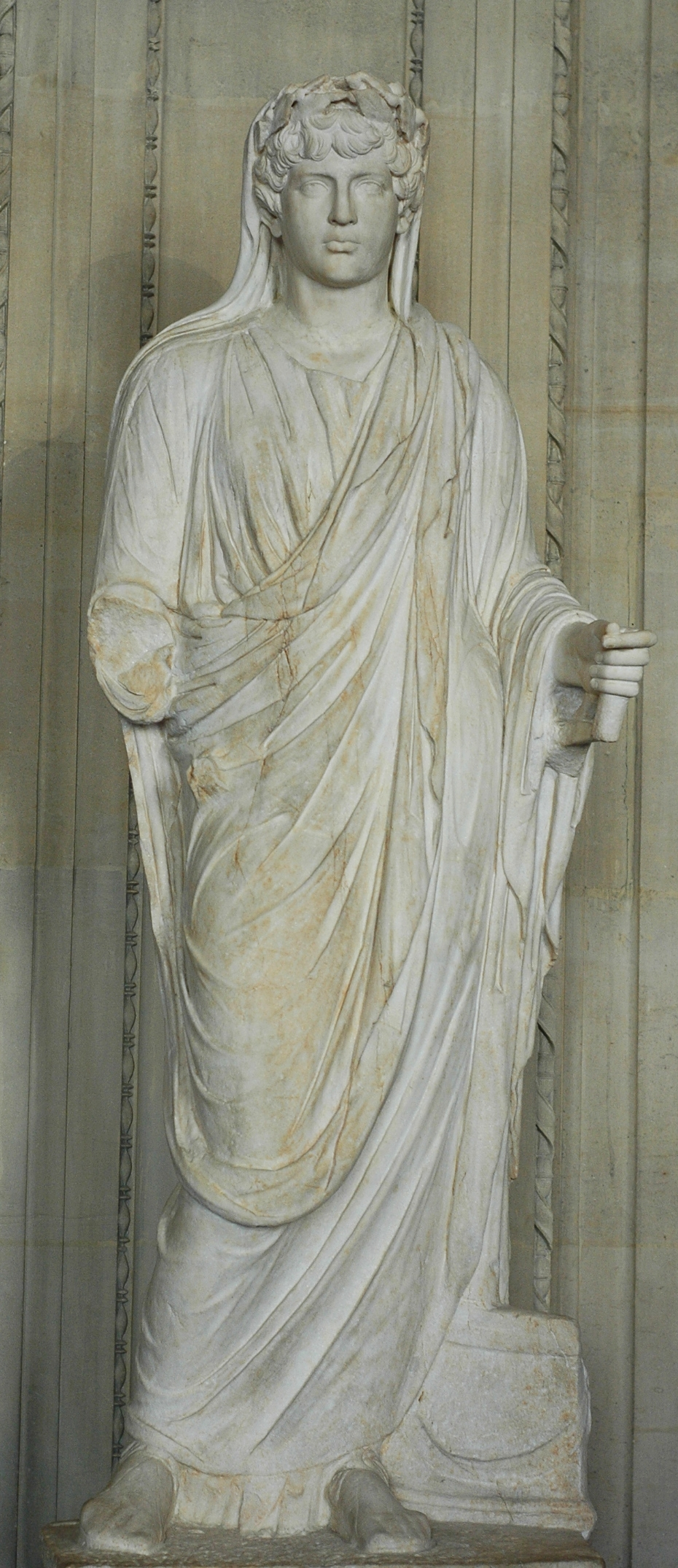
Antinoos als Kaiserpriester

Zu den aufsehenerregenden Besonderheiten von Hadrians Prinzipat und zu den das Bild dieses Kaisers nachhaltig bestimmenden Faktoren zählt seine Beziehung zu dem griechischen Jüngling Antinoos. Der Zeitpunkt ihres Zustandekommens ist nicht überliefert. Cassius Dio und der Verfasser der Historia Augusta beschäftigten sich mit Antinoos erst anlässlich der Umstände seines Todes und der Reaktionen Hadrians darauf. Diese fielen bezüglich der Trauer des Kaisers und der damit einhergehenden Schaffung eines Antinoos-Kults so ungewöhnlich aus, dass die Hadrian-Forschung dadurch zu vielerlei Deutungen angeregt bzw. herausgefordert wurde.
Da zwischen den beiden unzweifelhaft eine Erastes-Eromenos-Beziehung bestand, hielt sich Antinoos wahrscheinlich etwa von seinem fünfzehnten Lebensjahr bis zu seinem Tode als rund Zwanzigjähriger in der Nähe des Kaisers auf. Diese Annahme wird von bildlichen Darstellungen des Antinoos gestützt. Er stammte aus dem bithynischen Mantineion bei Claudiopolis. Hadrian dürfte ihm während seines Aufenthalts in Kleinasien 123/124 begegnet sein.
Für das zeitgenössische Umfeld war nicht so sehr die homoerotische Neigung Hadrians zu dem Heranwachsenden irritierend – solche Verhältnisse gab es auch bei Trajan –, sondern der Umgang des Kaisers mit dem Tod des Geliebten, der ihn anhaltend tief traurig machte und den er nach Frauenart beweinte – anders als den Tod seiner Schwester Paulina, der auch in diese Zeit fiel. Als auffällige Diskrepanz registriert wurde auch das höchst unterschiedliche Ausmaß der postumen Ehrungen, die Hadrian Antinoos und Paulina gewährte. Dies wurde als unschickliche Vernachlässigung der Schwester wahrgenommen. Anstößig war sowohl das Übermaß der Trauer als auch der Umstand, dass der Verstorbene als bloßer Lustknabe und daher nicht betrauernswert galt.
So wenig diese Formen der Trauerarbeit des Herrschers zu römischer Denkart passen mochten, so dubios waren die Umstände, unter denen Antinoos zu Tode kam: Neben dem natürlichen Tod durch Sturz in den Nil und anschließendes Ertrinken, wie von Hadrian wohl selbst dargestellt, kamen alternative Deutungen in Betracht, denen zufolge Antinoos entweder sich für Hadrian opferte oder in unhaltbarer Lage den Freitod suchte. Die Annahme des Opfertods gründet in magischen Vorstellungen, wonach das Leben des Kaisers verlängert werden konnte, wenn ein anderer das seine für ihn opferte. Aus eigenem Antrieb könnte Antinoos den Tod gesucht haben, weil er als nun Erwachsener die bisherige Beziehung zu Hadrian nicht fortsetzen konnte, da er die spezifische Attraktivität eines Heranwachsenden verloren hatte und eine Beziehung zwischen zwei erwachsenen Männern – anders als zwischen einem Mann und einem Jugendlichen – in der römischen Gesellschaft als inakzeptabel galt.
Ort und Zeitpunkt von Antinoos’ Tod im Nil kamen Hadrians Bestrebungen um Vergöttlichung und kultische Verehrung des toten Geliebten entgegen. In Ägypten bot sich die Angleichung des Antinoos an den Gott Osiris an. Dazu trug der Umstand bei, dass sich sein Tod etwa um den Jahrestag von Osiris’ Ertrinken ereignete. Nach einer ägyptischen Überlieferung, die Antinoos gekannt haben dürfte, erlangten im Nil Ertrunkene göttliche Ehren. Der Gedanke, mit dem eigenen Leben das eines anderen zu retten, war Griechen und Römern vertraut.
Nahe der Stelle, wo Antinoos ertrunken war, gründete Hadrian am 30. Oktober 130 die Stadt Antinoupolis, die um den Begräbnisort und Grabtempel des Antinoos herum emporwuchs, und zwar getreu dem Muster von Naukratis, der ältesten griechischen Siedlung in Ägypten. Möglicherweise hatte er für den aktuellen Aufenthalt am Nil ohnehin eine Stadtgründung für griechische Siedler vorgesehen. Das lag auf der Linie seiner Hellenisierungspolitik in den östlichen Provinzen des Reiches. Zudem mochte ein weiterer Hafen auf dem rechten Nilufer wirtschaftliche Impulse mit sich bringen. Antinoupolis reihte sich unter eine Vielzahl von Stadtneugründungen ein, die Hadrian auch teilweise mit dem eigenen Namen ausstattete. Seit Augustus hatte kein Kaiser Städtegründungen in so großer Zahl und über derart viele Provinzen verteilt vorgenommen.
Die postume Vergöttlichung ihrer Geliebten hatten bereits einzelne hellenistische Herrscher betrieben. Die Vorlage dafür hatte Alexander der Große gegeben, als er seinen Geliebten Hephaistion nach dessen Tod mit Ehrungen einschließlich eines Heroenkults überhäufte, womit er ebenfalls auf Kritik stieß. Neu an dem von Hadrian für Antinoos errichteten Kult war aber das flächendeckende Ausmaß sowie die Einbeziehung des Katasterismos; Hadrian gab an, den Stern des Antinoos gesehen zu haben. Über die konkrete Ausgestaltung des Antinoos-Kults könnte beraten worden sein, nachdem die kaiserliche Gesellschaft für einen mehrmonatigen Aufenthalt nach Alexandria zurückgekehrt war. Reden und Gedichte zur Tröstung Hadrians mochten dabei mancherlei Anregungen für die spätere Antinoos-Ikonografie geboten haben.
Der Antinoos-Kult fand in verschiedenen Spielarten enorme Verbreitung. Der als Statue vielerorts präsente Jüngling wurde demonstrativ eng mit dem Kaiserhaus assoziiert, wie ein Stirnreif unterstreicht, auf dem Nerva und Hadrian erscheinen. Dabei überwog die Verehrung als Heros die göttlichen Ehren im engeren Sinn; meist erscheint Antinoos als Hermes-Äquivalent, als Osiris-Dionysos oder als Schutzherr von Saaten. Etwa 100 Marmorbildnisse des Antinoos hat die Archäologie zutage gefördert. Nur von Augustus und Hadrian selbst sind aus der klassischen Antike noch mehr solcher Bildnisse überliefert. Frühere Annahmen, dass der Antinoos-Kult nur im griechischen Ostteil des Römischen Reiches verbreitet war, wurden unterdessen widerlegt: Aus Italien sind mehr Antinoos-Statuen bekannt als aus Griechenland und Kleinasien. Nicht nur dem Kaiserhaus nahestehende, gesellschaftlich führende Kreise förderten den Antinoos-Kult; er hatte auch unter den Massen eine Anhängerschaft, die mit ihm auch die Hoffnung auf ein ewiges Leben verband. Lampen, Bronzegefäße und andere Gegenstände des täglichen Lebens zeugen von der Aufnahme des Antinoos-Kults in der breiten Bevölkerung und ihren Auswirkungen auf die Alltagsikonografie. Auch mit festlichen Spielen, den Antinóeia, wurde die Antinoos-Verehrung gefördert, nicht nur in Antinoupolis, sondern etwa auch in Athen, wo solche Spiele noch im frühen 3. Jahrhundert abgehalten wurden. Unklar ist, ob die Entwicklung des Kults von Anfang an so geplant war. Jedenfalls ermöglichte die Antinoos-Verehrung der griechischen Bevölkerung des Reiches, ihre eigene Identität zu feiern und zugleich ihre Loyalität zu Rom auszudrücken, was den Zusammenhalt des Reiches stärkte.

### Jüdischer Aufstand
Hadrian hielt während der gesamten Dauer seiner Herrschaft an seinem Befriedungs- und Stabilisierungskurs im Hinblick auf Außengrenzen und Nachbarn des Römischen Reiches fest. Dennoch kam es schließlich zu schwerwiegenden militärischen Auseinandersetzungen, die sich im Inneren des Reichs abspielten, in der Provinz Judäa. Dort brach 132 der Bar-Kochba-Aufstand aus, dessen Niederschlagung bis 136 dauerte. Nach dem Jüdischen Krieg 66–70 und dem Diasporaaufstand 116/117, mit dessen Ausläufern Hadrian bei seinem Amtsantritt noch zu tun hatte, war dies der dritte und letzte Feldzug römischer Kaiser gegen jüdisches Autonomiestreben und den damit verbundenen bewaffneten Selbstbehauptungswillen. Hadrian folgte in dieser Frage der von seinen Vorgängern eingeschlagenen Linie, die auf Unterordnung der Juden und Christen unter die römischen Gesetze und Normen zielte. Anstelle der traditionellen Abgabe für den Jerusalemer Tempel, den die Römer 71 im Jüdischen Krieg zerstört hatten, war den Juden danach eine entsprechende Abgabe für den Tempel des Jupiter Capitolinus auferlegt worden, ein fortdauernder Stein des Anstoßes für alle, die sich der Anpassung verweigerten.

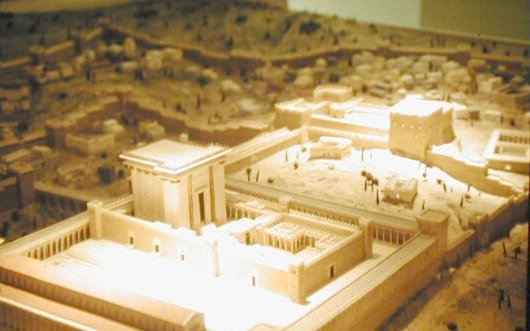
Der 70 n. Chr. zerstörte jüdische Tempel, Modell im Museumpark Orientalis (Berg en Dal)

Gegenstand einer Forschungskontroverse ist die Frage, ob Hadrian zum Ausbruch des Aufstands beigetragen hat, indem er ein Beschneidungsverbot erließ, eine den Juden früher erteilte Erlaubnis, den zerstörten Jerusalemer Tempel wieder aufzubauen, rückgängig machte und beschloss, Jerusalem als römische Kolonie mit dem Namen Aelia Capitolina (was den Stadt- an seinen Familiennamen band) neu zu erbauen. Diese drei Gründe für den Ausbruch des Krieges werden in römischen und jüdischen Quellen genannt bzw. sind aus ihnen erschlossen worden. Nach dem aktuellen Forschungsstand ergibt sich aber ein anderes Bild: Die These vom zunächst erlaubten, dann verbotenen Tempelbau gilt heute als widerlegt, das Beschneidungsverbot wurde wahrscheinlich erst nach dem Ausbruch des Aufstands verhängt und die Gründung von Aelia Capitolina war – falls sie tatsächlich schon vor Kriegsausbruch erfolgte – nur einer der Umstände, die den Aufständischen inakzeptabel erschienen. Zu größeren Konflikten zwischen Juden und Römern scheint es vorher nicht gekommen zu sein, denn die Römer wurden vom Aufstand überrascht. Dieser war keine Unternehmung des gesamten jüdischen Volkes, sondern es gab unter den Juden eine römerfreundliche und eine römerfeindliche Richtung. Die Römerfreunde waren mit der Eingliederung des jüdischen Volkes in die römische und griechische Kultur einverstanden, während sich die Gegenseite aus religiösem Grund der von Hadrian gewünschten Assimilation radikal widersetzte. Anfänglich wurde die Rebellion nur von einer möglicherweise relativ kleinen römerfeindlichen, streng religiös gesinnten Gruppe in Gang gesetzt, später weitete sie sich stark aus. Nach dem Bericht Cassius Dios war die Erhebung von langer Hand vorbereitet worden, indem Waffen gesammelt und Waffenlager sowie geheime Rückzugsorte räumlich verteilt angelegt worden waren.
Als der Aufstand 132 losbrach, erwiesen sich die beiden vor Ort stationierten römischen Legionen binnen kurzem als unterlegen, sodass Hadrian Heeresteile und militärisches Führungspersonal aus anderen Provinzen nach Judäa beorderte, darunter den als besonders fähig angesehenen Kommandeur Sextus Iulius Severus, der aus Britannien am Schauplatz eintraf. Unklar ist, ob Hadrian bis 134 selbst an der expeditio Iudaica teilnahm; einige Indizien sprechen dafür. Zweifellos war die enorme Truppenmobilisierung für die Kämpfe in Judäa eine Reaktion auf hohe römische Verluste. Als Hinweis darauf wird auch der Umstand gedeutet, dass Hadrian in einer Botschaft an den Senat auf die übliche Bekundung verzichtete, dass er selbst und die Legionen wohlauf seien. Der Vergeltungsfeldzug der Römer, als sie schließlich wieder die Oberhand in Judäa gewannen, war gnadenlos. Bei den Kämpfen, in denen nahezu hundert Dörfer und Bergfesten einzeln genommen werden mussten, fanden über 500.000 Juden den Tod, das Land blieb menschenleer und zerstört zurück. Aus Iudaea wurde die Provinz Syria Palaestina. Hadrian bewertete den schließlichen Sieg so hoch, dass er im Dezember 135 die zweite imperatorische Akklamation entgegennahm; doch verzichtete er auf einen Triumph.
Die Tora und der jüdische Kalender wurden verboten, man ließ jüdische Gelehrte hinrichten und Schriftrollen, die den Juden heilig waren, auf dem Tempelberg verbrennen. Am früheren Tempelheiligtum wurden Statuen Jupiters und des Kaisers errichtet. Aelia Capitolina durften die Juden zunächst nicht betreten. Später erhielten sie die Zutrittserlaubnis einmal jährlich am 9. Av, um Niederlage, Tempelzerstörung und Vertreibung zu betrauern.

## Tod und Nachfolge
Anfang des Jahres 136 erkrankte Hadrian als nun Sechzigjähriger so schwer, dass er den gewohnten Alltag aufgeben musste und fortan weitgehend ans Bett gefesselt blieb. Als Ursache kommt eine bluthochdruckbedingte Arterienverkalkung der Herzkranzgefäße in Betracht, die schließlich den Tod durch Nekrose in den mangeldurchbluteten Gliedmaßen und durch Ersticken herbeigeführt haben könnte. Damit stellte sich dringlich das Problem der Nachfolgeregelung. In der zweiten Jahreshälfte 136 präsentierte Hadrian der Öffentlichkeit Lucius Ceionius Commodus, der zwar amtierender Konsul, aber doch ein Überraschungskandidat war. Er war der Schwiegersohn des Avidius Nigrinus, eines der nach Hadrians Herrschaftsantritt hingerichteten vier Kommandeure Trajans. Ceionius hatte einen fünfjährigen Sohn, der in die voraussichtliche Thronfolge einbezogen war. Hadrians Motive für diese Wahl sind ebenso ungeklärt wie die von ihm dabei für seinen mutmaßlichen Neffen Mark Aurel vorgesehene Rolle. Mark Aurel wurde auf Betreiben des Kaisers 136 mit einer Tochter des Ceionius verlobt und während des Latinerfestes als Fünfzehnjähriger mit dem Amt des temporären Stadtpräfekten (praefectus urbi feriarum Latinarum causa) betraut.
Die Adoption des Ceionius, der mit dem Caesar-Titel nun offiziell Herrschaftsanwärter war, wurde durch Spiele und Geldzuwendungen an Volk und Soldaten in aller Form öffentlich begangen. Danach begab sich der von Hadrian mit der tribunizischen Gewalt und dem imperium proconsulare für Ober- und Niederpannonien ausgestattete, militärisch noch wenig versierte präsumptive Nachfolger zu den an der latent unruhigen Donaugrenze stationierten Heeresteilen. Dort mochte er aus Hadrians Sicht wohl besonders lohnende militärische Erfahrungen sammeln und wichtige Kontakte in die Führungsebene herstellen. Gesundheitlich war der vermutlich bereits länger an Tuberkulose Leidende in dem rauen pannonischen Klima allerdings nicht gut aufgehoben. Nach Rom zurückgekehrt, verstarb Ceionius nach starkem, anhaltendem Blutverlust bereits am 1. Januar 138.

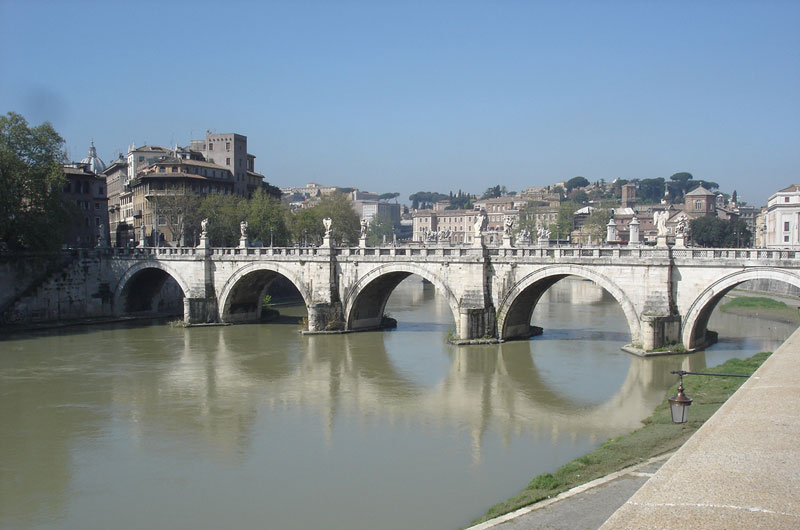
Tiber mit pons Aelius

Diese erste, nun gescheiterte Nachfolgeregelung fand in Rom wohl wenig Verständnis. Erbitterung erzeugte die damit einhergehende Beseitigung von Hadrians Schwager Servianus und dessen Neffen Fuscus, die eigener Herrschaftsambitionen verdächtigt wurden. Hadrian sah sich angesichts seiner Hinfälligkeit zu einer zügigen Neuregelung seiner Nachfolge gezwungen. Am 24. Januar 138, seinem 62. Geburtstag, gab er vom Krankenbett aus prominenten Senatoren seine Absichten bekannt, die am 25. Februar in den offiziellen Adoptionsakt mündeten: Neuer Caesar wurde der Hadrians Beraterstab bereits länger angehörige Antoninus Pius, Konsul bereits 120, auch er im militärischen Bereich weit weniger erfahren als in Verwaltungsangelegenheiten, doch als 134/35 bewährter Prokonsul der Provinz Asia  ein auch in Senatskreisen angesehener Mann. Die Adoption des Antoninus verband Hadrian mit der Bedingung, dass der neue Caesar in einem Gesamtvorgang seinerseits die Doppeladoption Mark Aurels und des Ceionius-Sprösslings Lucius Verus vollzog, was noch am selben Tag geschah. Ob damit Mark Aurel, der neun Jahre ältere der beiden Adoptivbrüder, bereits von Hadrian zum künftigen Nachfolger des Antoninus bestimmt wurde, ist in der Forschung umstritten. Antoninus selbst legte diese Abfolge jedenfalls fest, indem er nach Hadrians Tod Mark Aurel die Verlobung mit der Ceionius-Tochter lösen ließ und ihm die eigene Tochter zur Frau gab.
Die eigene körperliche Verfassung wurde Hadrian zunehmend unerträglich, sodass er das Ende immer dringlicher herbeiwünschte. Mit durch Wassereinlagerung aufgedunsenem Körper und von Atemnot gepeinigt, suchte er nach Möglichkeiten, die Qualen zu beenden. Er bat einzelne in seinem Umfeld mehrfach, ihm Gift zu verschaffen oder einen Dolch, wies einen Sklaven an, ihm an vorbezeichneter Stelle das Schwert in den Leib zu stoßen, und reagierte zornig auf die allseitige Weigerung, seinen Tod vorzeitig herbeizuführen. Antoninus ließ dies jedoch nicht zu, weil er, der Adoptivsohn, anderenfalls als Vatermörder anzusehen gewesen wäre. Es lag aber auch im Legitimationsinteresse seiner eigenen bevorstehenden Herrschaft, dass Hadrian nicht durch Suizid endete, womit er sich unter die „schlechten Kaiser“ wie Otho und Nero eingereiht, die Vergöttlichung verwirkt und damit Antoninus den Status des divi filius („Sohn des Vergöttlichten“) vorenthalten hätte.

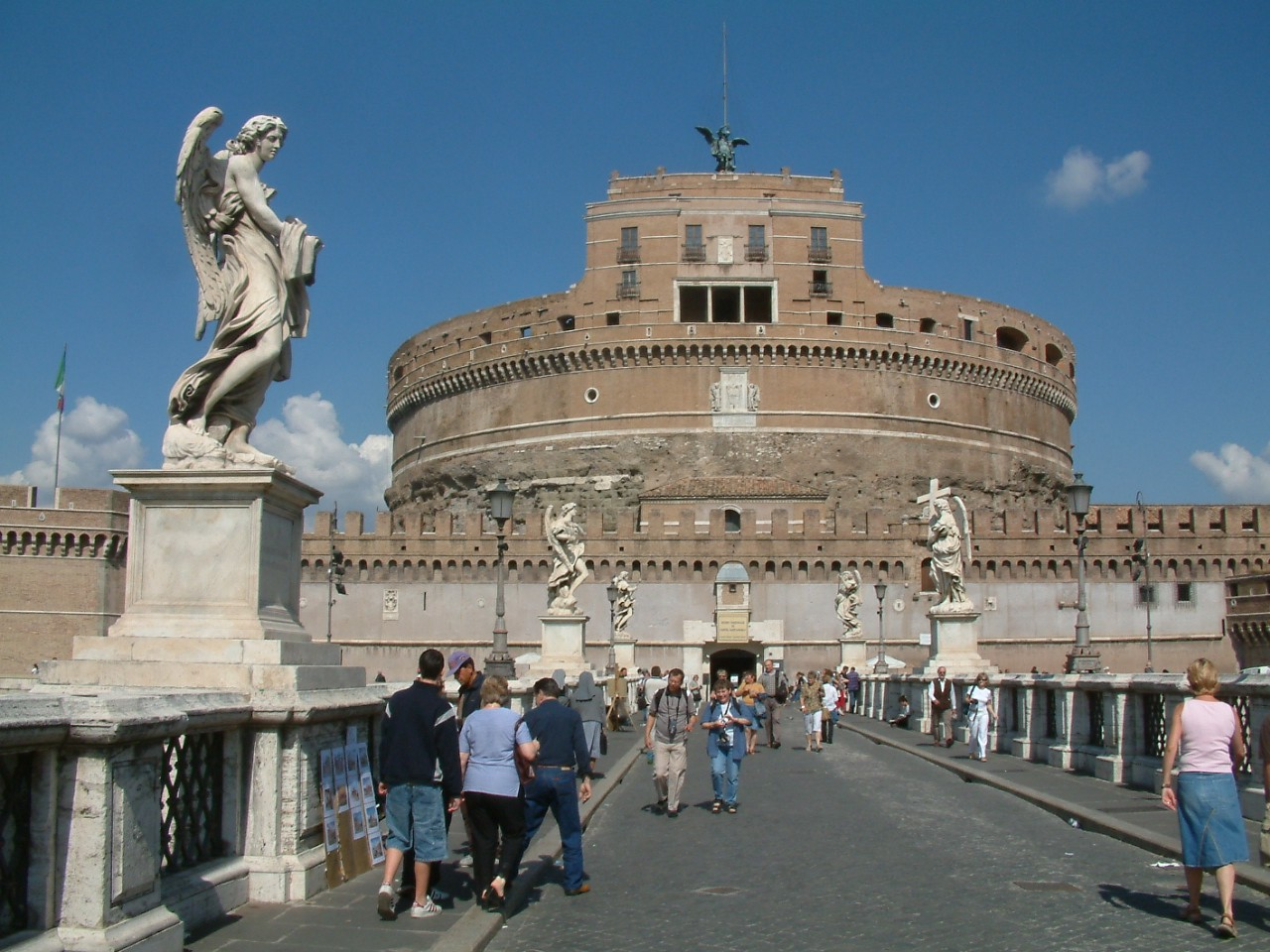
Hadrians Mausoleum, Engelsburg

In die von Krankheit und Todeserwartung geprägte letzte Phase von Hadrians Leben gehört sein als authentisch geltendes animula-Gedicht:
| animula vagula blandula, hospes comesque corporis, quo nunc abibis? in loca pallidula rigida nubila – nec ut soles dabis iocos. | Kleine Seele, schweifende, zärtliche, Gast und Gefährtin des Leibes, Wohin wirst du nun entschwinden? An Orte, die bleich sind, starr und düster, Und du wirst nicht mehr wie gewohnt scherzen. |

Nach seinem letzten Aufenthalt in Rom ließ sich Hadrian nicht in seine Villa nach Tibur, sondern auf einen Landsitz in Baiae am Golf von Neapel bringen, wo er am 10. Juli 138 verschied. Nach der Darstellung der Historia Augusta ließ Antoninus die Asche seines Vorgängers nicht sogleich von Baiae nach Rom überführen, sondern wegen Hadrians Verhasstheit bei Volk und Senat vorläufig unter Ausschluss der Öffentlichkeit auf Ciceros einstigem Landsitz in Puteoli beisetzen. Dies gilt aber in der Forschung als unwahrscheinlich. Auch ein langwieriges Ringen von Antoninus Pius um die Vergöttlichung Hadrians mit einem sich weigernden Senat wirkt kaum glaubhaft; zwar hatte der Verstorbene erbitterte Feinde, doch empfahl es sich für Antoninus, das Programm des Machtwechsels zügig abzuwickeln, und er verfügte über alle dafür erforderlichen Mittel.

## Aussehen und Porträt

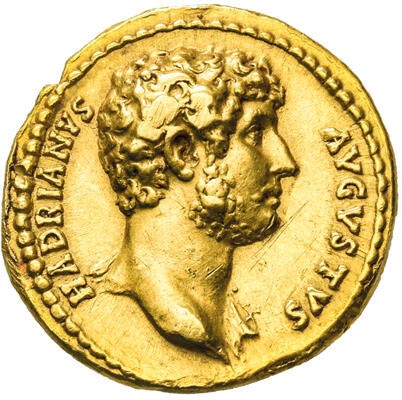
Münze mit Porträt des Hadrian vom Typ „Delta Omikron“

### Forschungsgeschichte

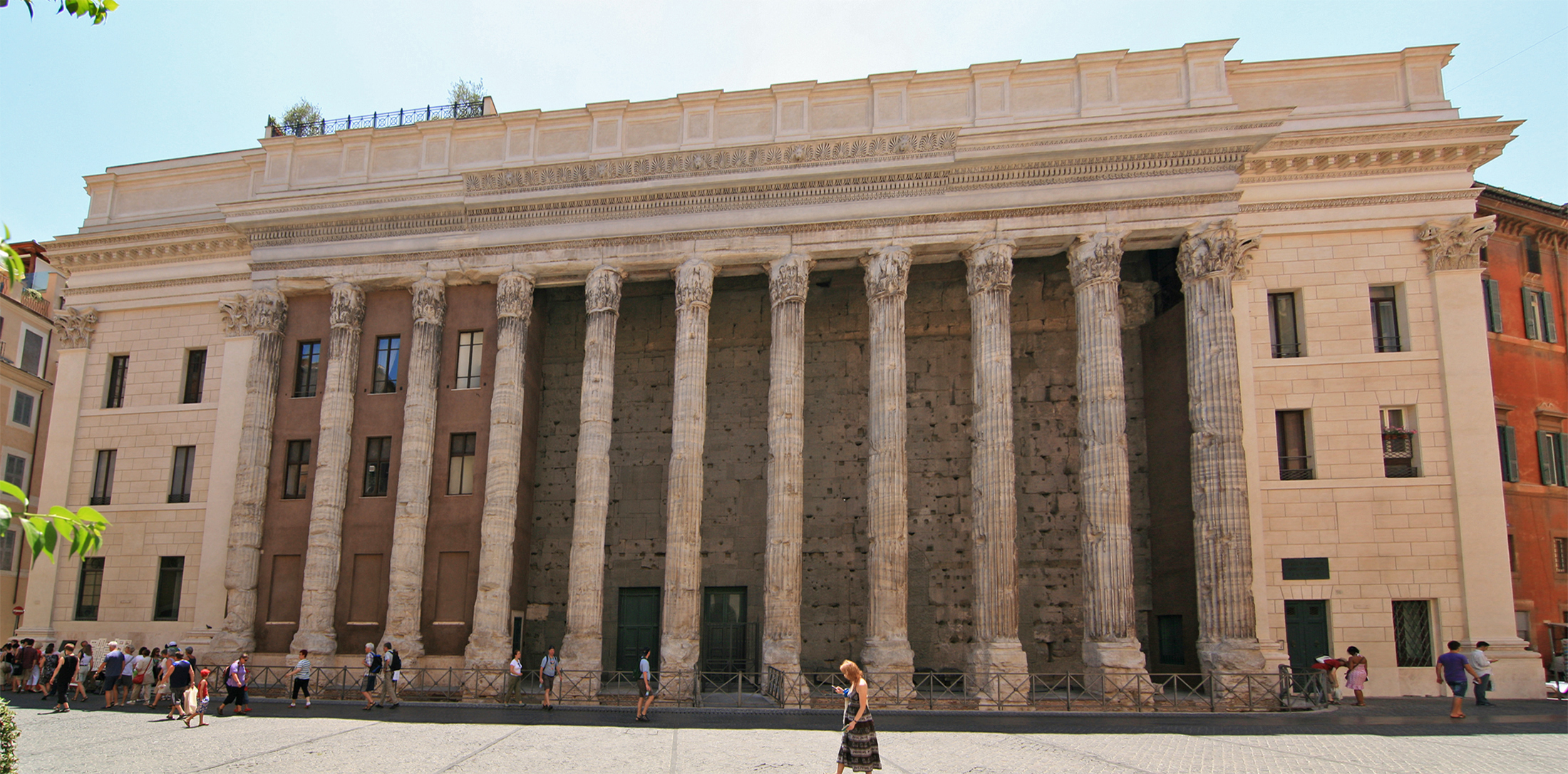
Reste des Hadrianeums, heute Sitz der römischen Börse